# Geschichte des Kirchenbaus in Ostfriesland

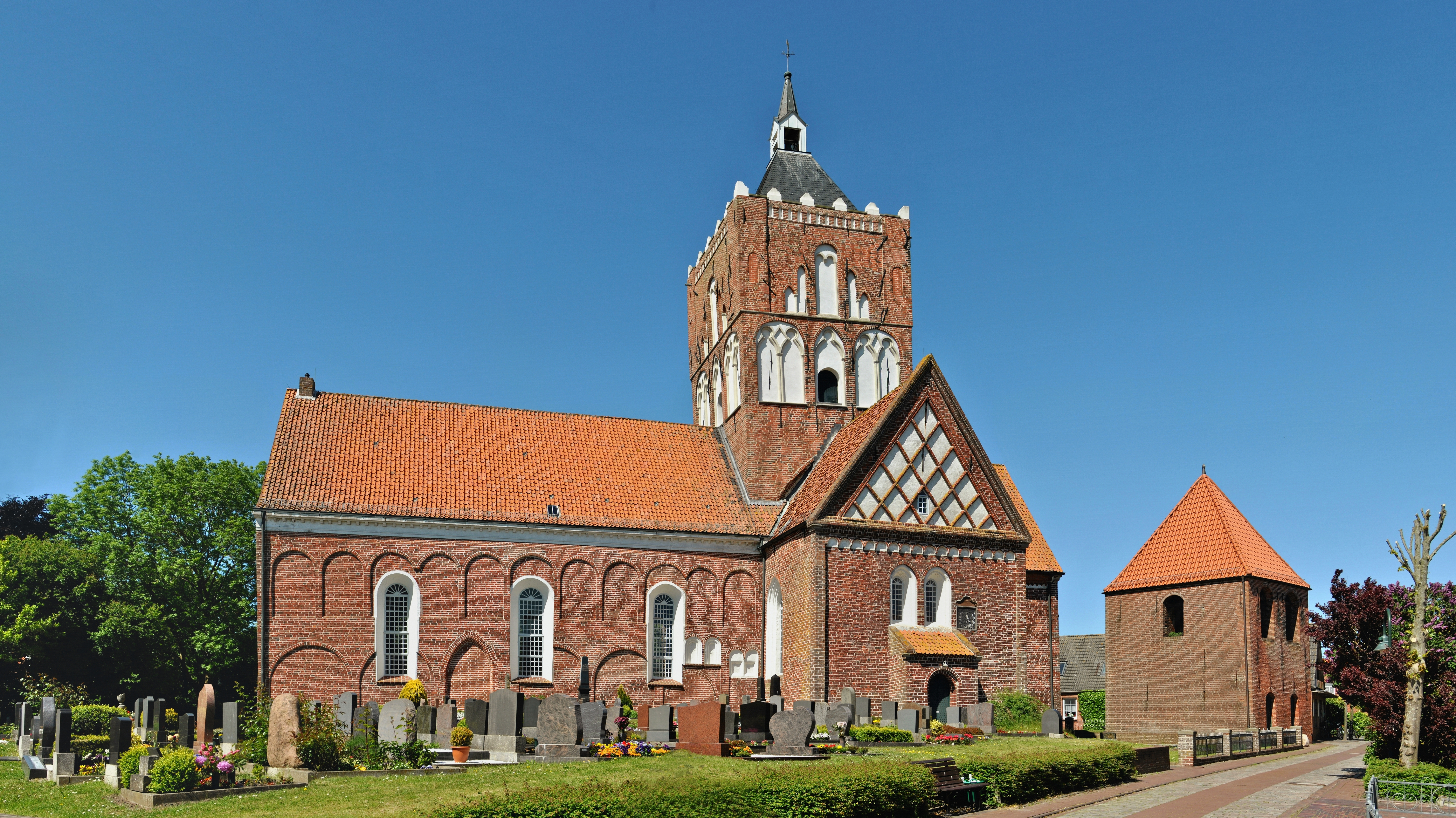
Pilsumer Kreuzkirche (13. Jahrhundert)

Die Geschichte des Kirchenbaus in Ostfriesland reicht von den hölzernen christlichen Sakralbauten des 10. Jahrhunderts bis zur Gegenwart. In den Landkreisen Aurich, Leer und Wittmund sowie in der kreisfreien Stadt Emden sind etwa 250 Kirchen unterschiedlicher architektonischer Stile erhalten. Neben 125 romanischen und gotischen Kirchen gibt es auch Gotteshäuser aus der Zeit des Barock und des Historismus. Die romanischen Kirchen lassen sich aufgrund des unterschiedlichen Baumaterials und der unterschiedlichen Bauformen engeren Zeiträumen zuordnen. Eine Besonderheit sind die Kirchen der Romano-Gotik, eines über die Grenzen von Teilen der Niederlande und Ostfrieslands hinaus kaum verbreiteten Übergangsstils. Über alle Stilepochen hinweg dominieren auf Warften errichtete Saalkirchen aus Backstein und getrennt stehende Glockentürme.

## Geschichtlicher Überblick
Auf dem Gebiet Ostfrieslands ist erstmals mit dem Auftreten von Liudger und Willehad im 8. Jahrhundert eine, wenngleich nur wenig erfolgreiche, christliche Missionarstätigkeit nachgewiesen. Auf Liudger soll die vermutlich 791 in Leer geweihte, erste und noch hölzerne Kapelle Ostfrieslands zurückgehen, die jedoch archäologisch nicht nachgewiesen ist. Infolge der von den Franken verstärkt vorangetriebenen Christianisierung großer Gebiete entlang der niederländischen und deutschen Nordseeküste wurde Ostfriesland schließlich den Bistümern Bremen und Münster zugeschlagen. Die sich daraufhin entwickelnde prosperierende Klosterlandschaft erreichte ihre Blütezeit im 12. und 13. Jahrhundert. Für Ostfriesland ist die Existenz von insgesamt etwa 30 Ordensniederlassungen nachgewiesen. Stark vertreten waren die Prämonstratenser und Johanniter.
Der Großteil der mittelalterlichen Klosterkirchen ist infolge von Sturmfluten bereits in vorreformatorischer Zeit aufgegeben oder im Zuge der Reformation aufgehoben worden. Die restlichen fielen kriegerischen Auseinandersetzungen wie beispielsweise vonseiten Balthasars von Esens zum Opfer.
Im 12. und 13. Jahrhundert setzte auch außerhalb der Klöster eine rege Bautätigkeit insbesondere im Bereich der Steinkirchen ein, die mehr als 100 romanische und frühgotische Sakralbauten hervorbrachte. Hungersnöte und Pestepidemien im 14. Jahrhundert und zu Beginn des 15. Jahrhunderts führten zu einer nachlassenden Bautätigkeit und zum teilweisen Niedergang der vormals hoch entwickelten Baukunst. Im 15. Jahrhundert erfolgte wiederum ein architektonischer Aufschwung, infolgedessen selbst kleine Dörfer mit einigen Dutzend Einwohnern eigene Kirchengebäude im Stil der Gotik erhielten oder ältere Kirchen tiefgreifend umgebaut wurden. Die katastrophalen Sturmfluten 1509/1510/1511 und die dramatischen Umwälzungen, die die Reformation mit sich brachte, führten dazu, dass im 16. Jahrhundert keine Kirchenneubauten entstanden.
Da der Dreißigjährige Krieg und die Weihnachtsflut 1717 verheerende Auswirkungen auf Ostfriesland hatten, entstanden im 17. und in der ersten Hälfte des 18. Jahrhunderts insbesondere im Norden wenig Neubauten. Hingegen wurden im Süden und Osten Ostfrieslands 20 von insgesamt 25 barocken Kirchen errichtet, da durch Landgewinnung und Moorkolonisierung neue Dörfer entstanden. Ab der Mitte des 18. Jahrhunderts erfuhr der ostfriesische Kirchenbau eine weitere Blütezeit, in der viele Kirchengemeinden barocke oder klassizistische Gebäude erhielten. Im 19. Jahrhundert ersetzten Kirchenneubauten im Stil des Klassizismus oder Historismus (insbesondere der Neugotik) ältere Vorgängergebäude oder versorgten die neu gegründeten Dörfer.

## Baumaterialien und Verbreitung
Die Verwendung der Baumaterialien spiegelt eine chronologische Entwicklung innerhalb der Epoche der Romanik wider. Die ersten vorromanischen Holzkirchen aus dem 10. und 11. Jahrhundert wurden ab der Mitte des 12. Jahrhunderts durch romanische Steinkirchen ersetzt, im Westen vorzugsweise aus Tuffstein, im Osten aus Granit. Mit der Einführung des Backsteinbaus im 13. Jahrhundert entstanden dann zahlreiche spätromanische Sakralbauten und verdrängten die vormals verwendeten Materialien. Bis in die Gegenwart blieb der Backstein das charakteristische Baumaterial der Kirchen in Ostfriesland.

### Fundamente

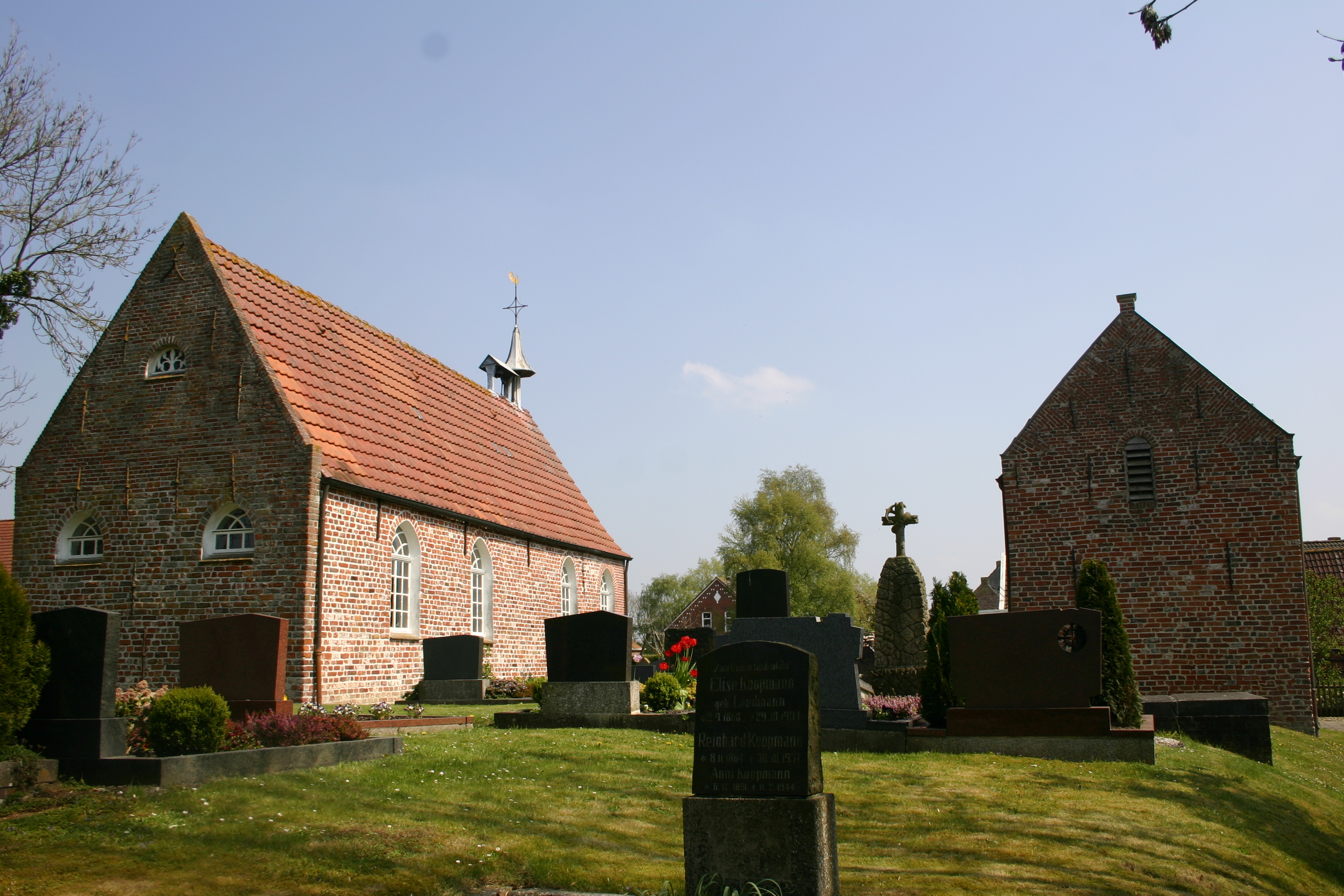
Kirche und freistehender Glockenturm in Woltzeten in der Krummhörn auf einer Warft

Bereits in vorchristlicher Zeit ermöglichte die Aufschüttung von wenige Meter hohen künstlichen Bodenerhebungen, den Warften, die Besiedelung der regelmäßig überschwemmten Marschgebiete der Nordsee. In einer Gemeinschaftsleistung der lokalen Landgemeinde wurde dafür vorfindlicher Boden ausgehoben, angehäuft und schwach verdichtet. Insbesondere in der Krummhörn entstanden auf diese Weise große Ansammlungen von Behausungen, die so genannten Warftendörfer. In der christlichen Zeit griff man auf diese alten Techniken der Baugründung auch zum Errichten von wesentlich schwereren Kirchen zurück.
Durch die damaligen technischen Möglichkeiten konnte der aufgeschüttete Untergrund nur unzureichend verdichtet werden und er eignete sich damit häufig nicht als Fundament für das gesamte Kirchengebäude. Aus diesem Grund ging man dazu über, Kirchenschiff und Glockenturm in größerem Abstand voneinander getrennt zu errichten. Beim Absinken der einen Gebäudesektion konnte so eine Destabilisierung der anderen weitestgehend vermieden werden. Diese Trennung verhinderte jedoch nicht die durch Bodenabsenkungen nach Sturmfluten hervorgerufenen statischen Beeinträchtigungen in den einzelnen Gebäudeteilen selbst, die bei aus Stein errichteten Kirchen in vielen Fällen Rissbildungen im Mauerwerk und einstürzende Deckengewölbe zur Folge hatten. Neben der geringen Verdichtung der Bodenaufschüttungen waren die zunächst oft fehlenden Horizontalanker in Traufenhöhe ein weiterer Faktor. Unter der Dachlast wirkten nach außen gerichtete Kräfte auf die Mauerwerkskronen, was zu erheblichen Außenneigungen der Außenwände führen konnte.

### Holz
Ab dem 10. Jahrhundert wurden die ersten Kirchen aus Holz gebaut, da im friesischen Raum nur wenig Natursteine vorhanden waren. Im 10. und 11. Jahrhundert entstanden sie in großer Zahl und wurden bis ins 13. Jahrhundert in gleicher Bauweise erneuert. Archäologische Untersuchungen haben an vielen Stellen Holzreste aus vorromanischer Zeit nachweisen können oder zumindest deren früheres Vorhandensein wahrscheinlich gemacht. Allein für den ostfriesischen Bereich im Bistum Bremen konnte für das 11. Jahrhundert die Existenz von 50 Holzkirchen bestätigt werden, die in der Regel 4–8 Meter breit und 17–20 Meter lang waren. Die vermutlich reetgedeckten ersten Holzkirchen waren reine Pfostenbauten mit Eck- und Mittelpfosten und einem grundschwellenbasierten Bohlenfußboden, spätere schwellenbasierte Fachwerk- bzw. Ständerbauten oder deren Mischformen. Ständerbauten wiesen eingegrabene oder auf Felssteinreihen aufgesetzte Schwellen auf. Im manchmal geringfügig eingezogenen, ansonsten aber gerade abschließenden Chorraum stand ein steinerner Altar.

### Tuffstein

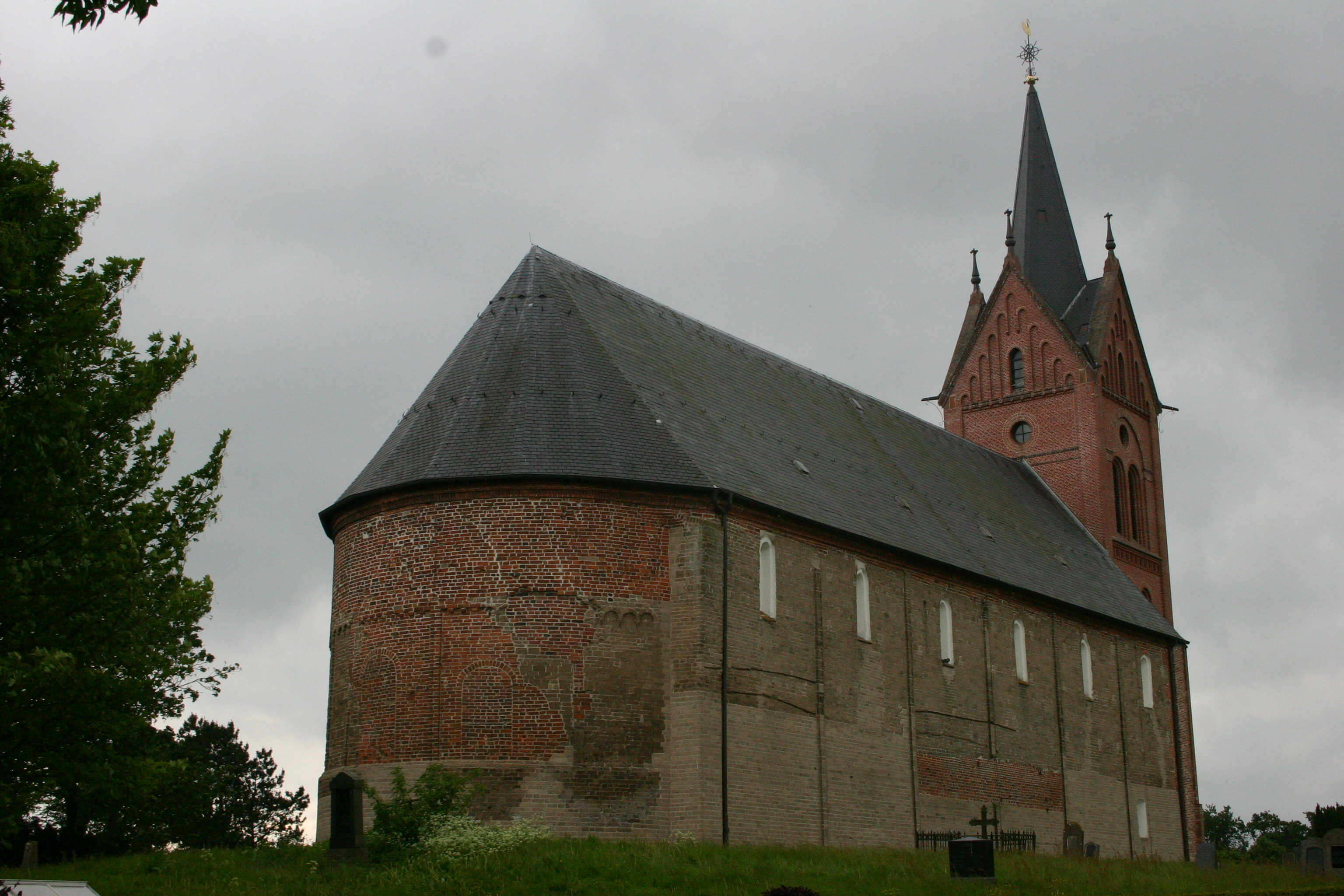
Romanische Tuffsteinkirche in Arle (Anfang 13. Jh., Sockelbereich später erneuert)

Beginnend in der Mitte des 12. Jahrhunderts wurden die Holzkirchen durch Steinkirchen ersetzt. Während im östlichen Ostfriesland, das zur Diözese Bremen gehörte, in romanischer Zeit Granitquaderkirchen vorherrschend waren, baute man im Westen, das Teil des Bistums Münster war, die ersten Steinkirchen aus Tuffstein. Das dafür verwendete Tuffgestein, Laacher-See-Pyroklastika der Nette-Trass-Schichten, wurde bereits am Abbauort in der Eifel zugeschnitten und anschließend auf Lastkähnen rheinabwärts und entlang der niederländischen Küste nach Ostfriesland und teilweise bis nach Dänemark verschifft. Küstennah gelegene Gebiete wie die Krummhörn eigneten sich besonders zum Import des mittelrheinischen Tuffs, da weitere Überlandtransporte entfielen. Auch die im 12. Jahrhundert leichte Zugänglichkeit für Transportkähne in der damals noch offenen Harlebucht erklärt die Häufung von Tuffsteinkirchen.
Der leichten Bearbeitbarkeit des porösen Tuffgesteins stand seine im rauen Nordseeklima nur schlechte Haltbarkeit gegenüber. Infolgedessen wurden Tuffsteinkirchen, wie die vormalige Larrelter, die Groothuser und die Rysumer Kirche, später eingreifend umgebaut oder durch Backsteinbauten ersetzt. Weitere Kirchen mit Tuffstein befinden sich in Arle, Nesse und Stedesdorf und in der angrenzenden Wesermarsch (beispielsweise Langwarden, Blexen und Wremen).

### Granit und Feldstein

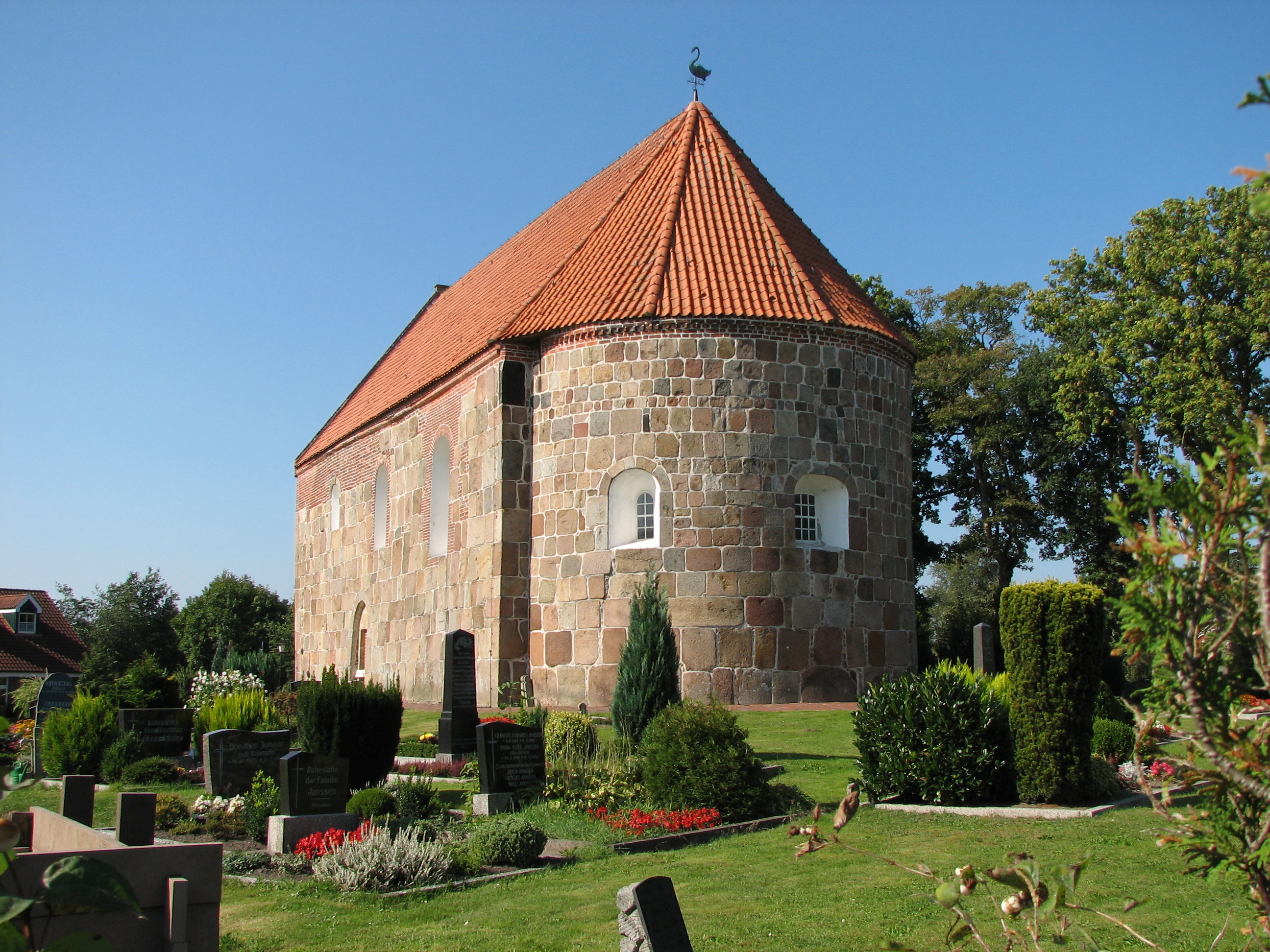
Romanische Granitquaderkirche mit Apsis in Marx (Ende 12. Jh.)

Im äußersten Osten Ostfrieslands und vor allem im benachbarten Jeverland griffen die Baumeister ab dem 12. und 13. Jahrhundert auf vor Ort befindliche bunte granitene Feldsteine und Findlinge als Baumaterial zurück. Diese waren im Zuge der Eiszeit als Leitgeschiebe aus Skandinavien mitgeführt worden und standen vereinzelt in der Geest zur Verfügung. Die Steine wurden zunächst mit schweren Werkzeugen gespalten und anschließend mit der nach außen weisenden, flachen Spaltfläche verbaut. Nur die Schauseite wies eine rechteckige Form auf, während die weitgehend unbearbeitete runde Seite zwischen Außen- und Innenmauer in einer Gussmasse aus Muschelkalkmörtel verblieb. Dieser Mörtel bestand größtenteils aus zuvor gelöschtem Kalk, gebranntem Muschelschill, der zusätzlich mit Abschlägen aus der Granitbearbeitung und Feldsteinen versehen wurde. Durch die schlechte Haftung des Mörtels auf dem glatten Granit der runden Hälfte der Spaltsteine drängten diese im Laufe der Zeit aus der Mauer, sodass man sie später mit eisernen Ankern fixieren musste.
Die Ende des 12. Jahrhunderts als einschiffiger Apsissaal in Marx aus unterschiedlich großen bunten Graniten errichtete St.-Marcus-Kirche ist eine der ältesten und am besten erhaltenen Granitquaderkirchen Ostfrieslands. Weitere Kirchen dieser Bauart befinden sich in Asel, Middels und Buttforde (mit Gewölbe). Feldsteinkirchen wurden im Landkreis Ammerland in Rastede, Westerstede, Wiefelstede und Bad Zwischenahn errichtet. Außerhalb Ostfrieslands finden sich gut erhaltene Feldsteinkirchen in Midlum und Dorum.
Neben den Mörtelproblemen erwies sich die Bearbeitung von Granit aufgrund der extremen Härte mit den damaligen Werkzeugen als sehr schwierig, sodass in vielen Fällen lediglich der Unterbau oder Sockel der Kirche aus diesem Material erstellt wurde. Zur Errichtung statisch weniger anspruchsvoller Gebäudeteile griff man dann auf den Import von anderen, meist günstigeren Baumaterialien wie beispielsweise Tuff oder Backsteinen zurück. Zu den Vertretern dieser Mischbauweise zählen die Kirchen in Remels (Granit, Tuffstein), Ardorf und Etzel (Granit, Backstein), Arle, Resterhafe, Westerholt (Fundament aus Granitquadern), Blersum, Horsten und Leerhafe (Fundament und Sockel aus Granitquadern).

### Sandstein
Im Bereich der unteren Weser begegnen ab dem 12. und 13. Jahrhundert Kirchengebäude aus Wesersandstein bis ans westliche Jadeufer. Der Sandstein war leicht zu verarbeiten und war bei Granitquaderkirchen für die Fensterstürze ein beliebter Baustoff. Erhaltene Wesersandsteinkirchen finden sich in der Wesermarsch (Abbehausen, Berne, Dedesdorf, Rodenkirchen). In Ostfriesland war die Burhafer Kirche ursprünglich ein Sandsteinbau.

### Backstein

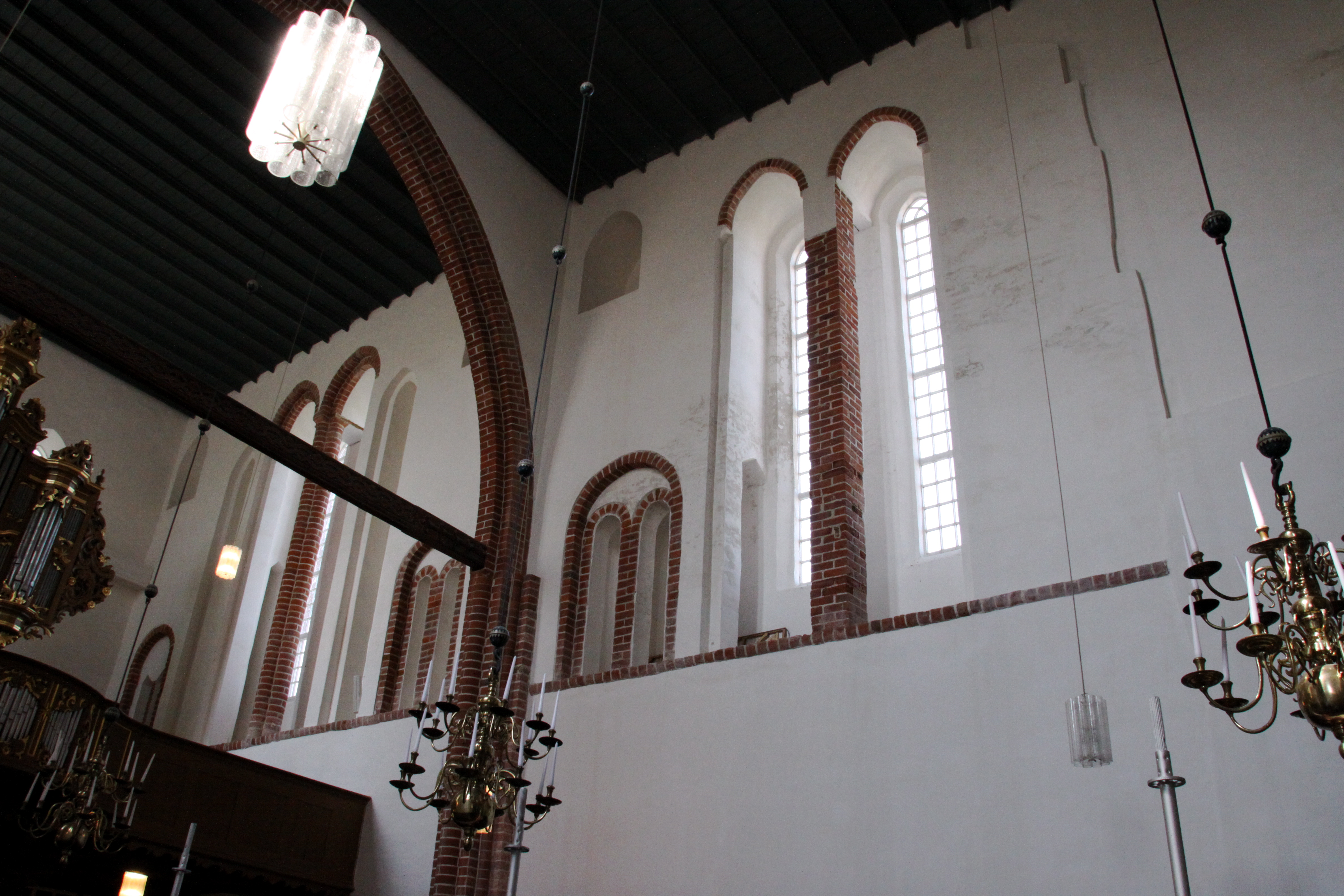
Der Backstein ermöglichte eine aufwändigere Innenarchitektur wie den Laufgang der zweischaligen Südmauer in Engerhafe (1270, spätromanisch).

Der Backstein setzte sich als neues Baumaterial erst ab dem 13. Jahrhundert durch, als man von Mönchsorden die Kunst erlernte, aus Lehm wetterbeständige Ziegel zu brennen. Mithilfe wandernder Ziegelmeister konnten auf diese Weise vor Ort die in Holzformen geschlagenen Rohlinge in großen Meilern zu roten Ziegeln gebrannt werden. Der überwiegende Teil der historischen Kirchen Ostfrieslands sind Backsteinkirchen, die im 13. Jahrhundert in das fruchtbare Marschland vordrangen, wo das lehmhaltige Baumaterial reichlich zur Verfügung stand und wo man seit dem Deichbau vor Überflutungen geschützt war. In Küstennähe trat zu Ackerbau und Viehzucht noch der Seehandel hinzu, sodass hier die Kirchen besonders repräsentativ und aufwändig gestaltet waren.
Zu Beginn des 13. Jahrhunderts wurden die frühesten Backsteinkirchen mit östlicher Prägung in Hage und Victorbur gebaut. Im Bereich der Ems finden sich die ersten romanischen Kirchen aus Backstein in der ersten Hälfte des 13. Jahrhunderts in Bunde (Langhaus), Bingum, Ditzum, Emden (Große Kirche), Leer (St.-Liudger), Midlum und Weener (später mehrere Erweiterungsumbauten), weitere Backsteinbauten aus diesem Zeitraum in Aurich-Oldendorf, Bagband, Canum, Dunum, Freepsum, Holtrop, Horsten, Strackholt, Suurhusen, Tergast, Uttum, Westerholt und Wiegboldsbur. Erste Kennzeichen der Frühgotik lassen sich bei den Kirchen in Eilsum, Marienhafe, Pilsum ausmachen. Romano-gotische Backsteinkirchen aus der zweiten Hälfte des 13. Jahrhunderts und dem beginnenden 14. Jahrhundert stehen in Bangstede, Bunde (Querschiff und Chor der Kreuzkirche), Campen, Engerhafe, Grimersum, Hatzum, Ochtelbur, Osteel, Roggenstede, Stapelmoor und Westeraccum.
Von den verhältnismäßig wenigen spätgotischen Kirchen Ostfrieslands aus dem 15. Jahrhundert sind die in Hinte, Rysum, Weener (Chor) und die Norder Ludgerikirche (Hochchor) die bedeutendsten. Bis in die Gegenwart ist der Backstein das charakteristische Baumaterial ostfriesischer Kirchen geblieben.

## Bauepochen und Bauformen

### Romanik

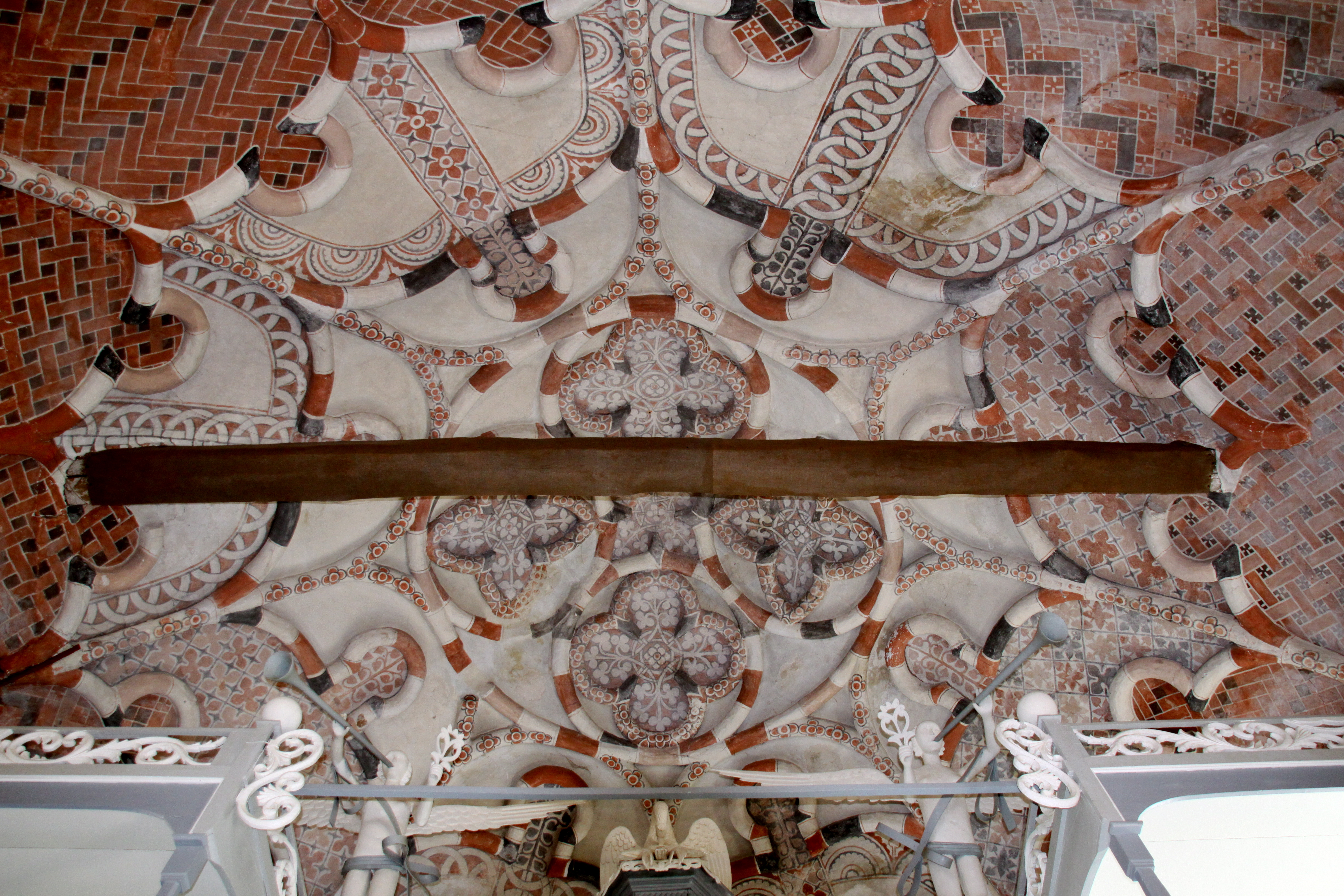
Das mit unterlegtem Ziermaßwerk bemalte Gewölbe der Kirche in Campen (Ende 13. Jh.) gehört zu den wenigen erhaltenen Gewölben in Ostfriesland

Die ersten Holzkirchen, die ab dem 10. Jahrhundert entstanden, waren schlichte Saalkirchen, geostet, mit einem rechteckigen Grundriss und einem geraden, manchmal eingezogenen Chorabschluss. Die romanischen Nachfolgebauten aus Stein wurden auf denselben Grundrissen errichtet, in der Regel aber erweitert und mit einer halbrunden Apsis abgeschlossen. Während die harten Granitwände keine Schmuckelemente zuließen, wurde mit den Tuffsteinen aus der Eifel gleichfalls der mittelrheinische Baustil importiert. Möglicherweise begleiteten mittelrheinische Steinmetze auch den Transport und bewerkstelligten den Kirchenbau vor Ort. Dadurch wiesen die ersten Steinkirchen mit ihren recht unterschiedlichen Grundrissen, in der Regel aber mit Turm, Eingangsportalen und je drei kleinen Rundbogenfenstern an den Langseiten sowie östlicher, halbrunder Apsis, bereits eine hohe Qualität auf. Die Fenster zeichneten sich durch trichterförmige Laibungen aus. Die charakteristischen kleinen hochsitzenden Fenster an den Langseiten wurden vielfach in der Gotik zu größeren spitzbogigen oder im Barock zu großen Rundbogenfenstern erweitert. Am ehesten noch blieben die romanischen Fenster an der Nordseite erhalten.
Die ersten Backsteinkirchen um 1200 waren meist als schlichte, flachgedeckte Einraumkirchen oder auch als Apsissäle gestaltet (Beispiele sind die Rheiderländer Kirchen in Bingum, Ditzum und Midlum). Anfangs war der neue Baustoff ein billiger Ersatz für die importierten Natursteine Granit und Tuff. Bereits wenige Jahrzehnte später zeichnet sich die Baukunst in der Wandgliederung durch reiche Schmuckelemente wie Lisenen oder Pilaster, Sockel, Traufgesimse und Rundbogenfriese aus, so beim Langhaus in Bunde und besonders reichhaltig in Victorbur und Hage. Häufig wurden die Apsiden während der Zeit der Gotik durch einen polygonalen Chorabschluss ersetzt oder wegen Baufälligkeit abgerissen.
Am Langhaus der Ansgarikirche in Hage, das um 1180 bis 1190 errichtet wurde, kamen diese neuen Gestaltungselemente zum Einsatz, die im letzten Viertel des 12. Jahrhunderts auch bei anderen romanischen Kirchen Eingang fanden. Etwas oberhalb der halben Mauerhöhe setzen Pilaster ein, die die Wand in fünf Felder mit je einem kleinen rundbogigen Fenster, das von einem schmalen Rundstab umschlossen wird, gliedern. Unvermittelt gehen die Pilaster in einen Kreuzbogenfries über, über dem ein dreifaches Deutsches Band den Mauerabschluss bildet. Der Anbau des mächtigen Westturms erfolgte 50 Jahre später. Die romanischen Formen treten in den Lisenen, den Bogenfriesen und den rundbogigen Öffnungen zutage.
In einer zweiten Phase entstanden ab der Mitte des 13. Jahrhunderts Saalkirchen mit Gewölben, unter dem Einfluss Westfalens meist dreijochige Domikalgewölbe, insbesondere in den romano-gotischen Kirchen. Nur wenige dieser Gewölbe haben sich erhalten, wie beispielsweise in Eilsum, Campen (reich verziert), Canum, Pilsum, Stapelmoor und Westeraccum (Kreuzrippengewölbe). In Visquard und Engerhafe sind nur die Chorgewölbe erhalten. Das älteste Gewölbe weist die Krypta der ansonsten abgetragenen Liudgerikirche in Leer auf. Bei vielen anderen Kirchen stürzten die Gewölbe im Laufe der Jahrhunderte ein oder wurden abgerissen und durch Holztonnengewölbe (Bunde, Dornum) oder hölzerne Flachdecken (Roggenstede, Westochtersum) ersetzt. Die Schildbögen zeugen noch von der ursprünglichen Konstruktion.

### Romano-Gotik

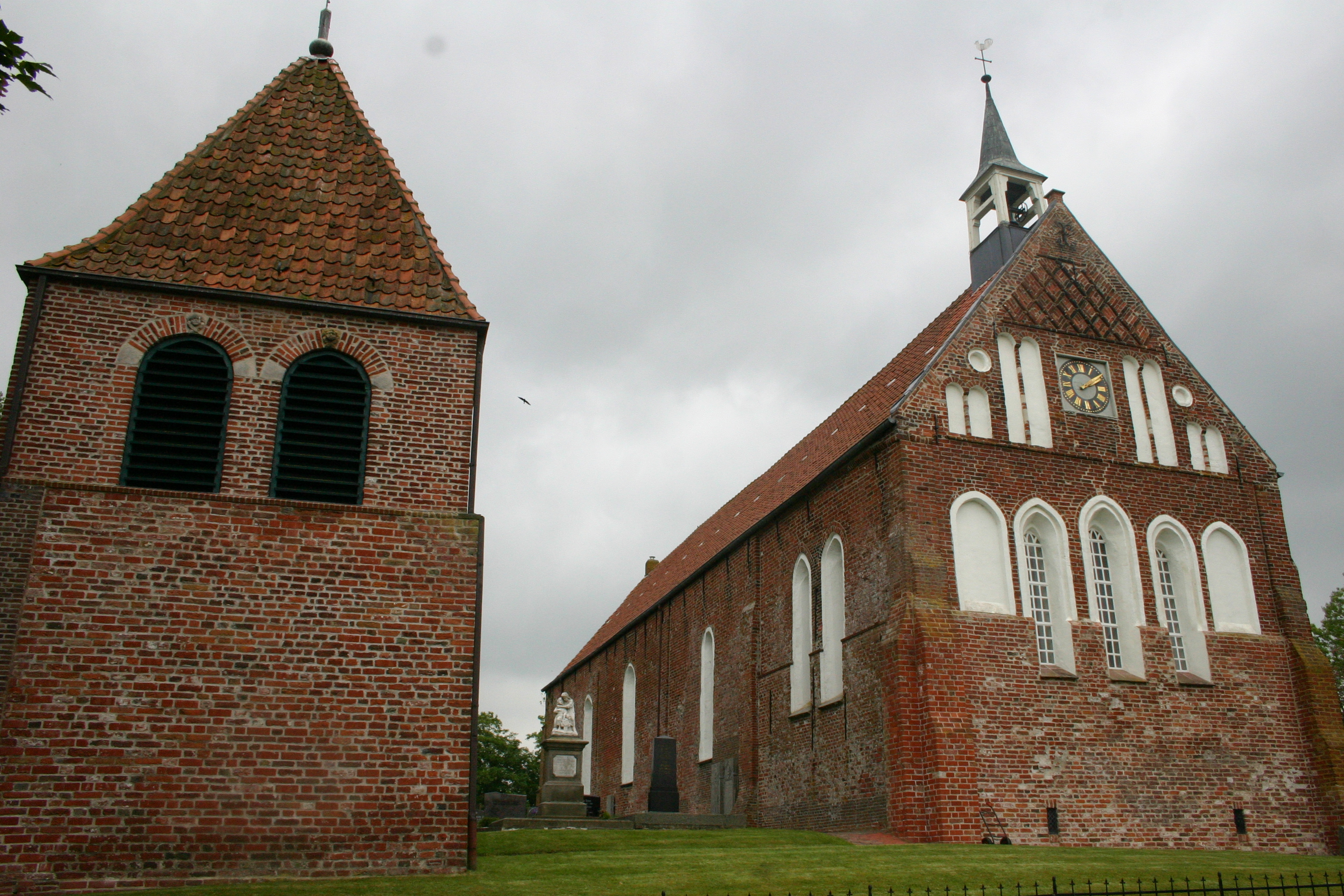
Reich gestaltete Ostseite der Grimersumer Kirche (2. Hälfte 13. Jh.)

Die Romano-Gotik ist ein Übergangsstil aus dem 13. und 14. Jahrhundert, der sich nur in der Provinz Groningen und im westlichen Ostfriesland als eigenständiger Architekturstil herausgebildet hat. Gelegentlich wird er auch als „Frühgotik“ bezeichnet. Dieser Baustil hat sich deutlich aus der Romanik entwickelt, weist aber spezifische Ausprägungen auf, die ihn von rein romanischen Kirchen absetzen. Die romano-gotischen Kirchengebäude in Ostfriesland sind ausnahmslos aus Backstein errichtet und weisen eine Mauergliederung mit horizontal voneinander abgesetzten Ebenen auf, denen Blendnischen als Verzierung dienen. Auch die Giebeldreiecke des Transepts sind mit Nischen ausgestattet. Die anfänglich kleinen Bögen liegen vertieft in der Mauer und weisen runde Profile auf. Teilweise werden Wandverstärkungen und Strebepfeiler eingesetzt, die auf die Gotik vorausweisen. Insbesondere die Ostseite kann mit Blendfeldern, Rautenmustern in den Giebeln, Okuli, Dreifenstergruppen, Konsolen und Bögen dekorativ gestaltet sein. Verschiedene Zierelemente nehmen die Gotik vorweg, aber nicht ihre Konstruktionsprinzipien. Im Inneren werden achtteilige Kreuzrippengewölbe eingesetzt, die oben so abgeflacht sind, dass die Rippen im Zentrum einen Kreis bilden. Innerhalb der Romano-Gotik hat sich eine Entwicklung vollzogen, indem die ältesten Beispiele einen reicheren Einsatz von Nischen und Giebeldekoration aufweisen als die jüngeren. Allmählich kamen diese weniger zum Einsatz, wurden die Fenster größer und vormals runde Bögen durch spitzbogige ersetzt, bis schließlich rein gotische Formelemente verwendet wurden. Sieben einschiffige Gotteshäuser erhielten durch ein Querschiff die Gestalt einer Kreuzkirche. Die Kreuzkirche in Marienhafe war ehemals dreischiffig und zwei weitere Kreuzkirchen sind abgetragen: die Andreaskirche in Norden und die alte Magnuskirche in Esens.
Ein frühes Beispiel einer romano-gotischen Saalkirche ist die Dreifaltigkeitskirche in Collinghorst (um 1250). Der Ostgiebel der Grimersumer Kirche wird durch gestaffelte Blenden gegliedert, die darunter liegende Dreifenstergruppe wird von zwei Blendnischen flankiert. Die bis zum Boden laufenden Lisenen werden an den Jochgrenzen und den Ecken von neuzeitlichen Strebepfeilern fast völlig verdeckt. Die Vellager Kirche, eine Saalkirche aus dem 13. Jahrhundert, wird von kleinen rundbogigen Fenstern und einem Zahnschnittfries geprägt. Die Groß Midlumer Kirche (um 1270 bis 1280) ist eine rechteckige Saalkirche mit halbrunder Ostapsis, die an der Nordseite noch über die originalen hochsitzenden kleinen Rundbogenfenster verfügt.
St. Mauritius in Reepsholt wurde im 13. Jahrhundert in drei Bauabschnitten fertiggestellt. Durch ein schmales Querschiff erhielt die Saalkirche eine kreuzförmige Gestalt. Im unteren Bereich, der bis in vier Meter Höhe aus Granitquadern besteht, finden sich noch die rundbogigen Portale, während die obere Backsteinzone und der Chor aus dem dritten Bauabschnitt (um 1300) spitzbogige Fenster aufweisen. Die Querschiffgiebel werden durch Rundblenden mit Fischgrätenverband und einem Dreipassfries verziert, die ansonsten nicht in Ostfriesland, wohl aber im niederländischen Friesland begegnen. Der 7/10 polygonale Chorgrundriss geht auf westfälische Einflüsse zurück.

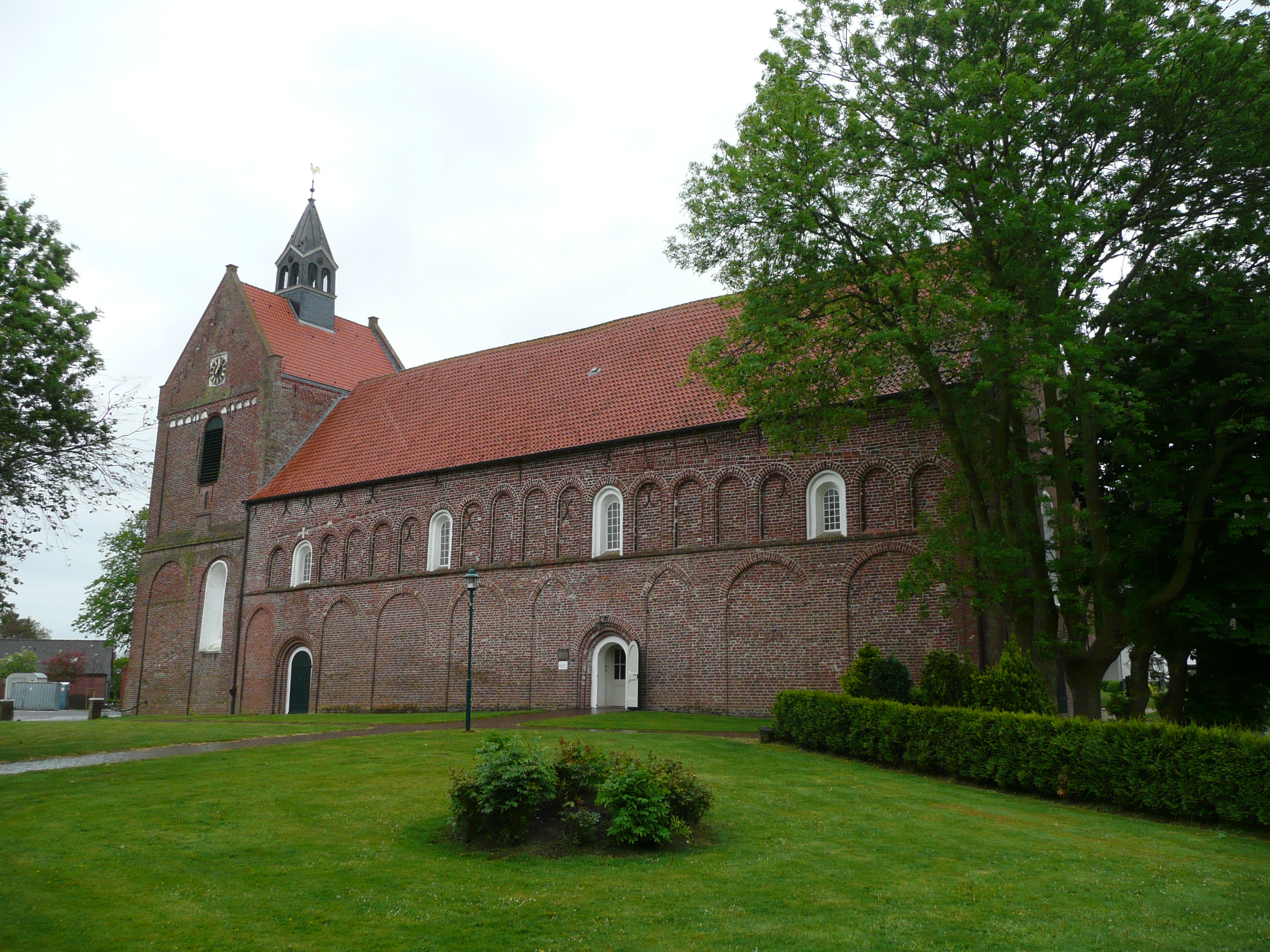
Eilsumer Kirche mit Chorturm (um 1250)

Die einzige Chorturmkirche Norddeutschlands ist die Eilsumer Kirche. In einer ersten Bauphase wurde um 1240 der Turm über dem quadratischen Chor mit spätromanischen halbrunden Blendbögen und Bogenfriesen fertiggestellt. Ähnlich wie in Pilsum werden die Langseiten des um 1240 bis 1260 errichteten Schiffes durch zwei Ebenen mit rundbogigen Blendarkaden gegliedert, unten größere, flache und oben kleine, tiefere Bögen mit schmalen Rundbogen-Fenstern, die später nach unten erweitert wurden. Im Inneren weisen die Domikalgewölbe mit ihren spitzbogigen Gurt- und Schildbögen und schmalen Kreuzrippen bereits gotische Kennzeichen auf. Im Mauerwerk finden sich vereinzelt Sandsteinquader. Neben Gotischem Verband findet sich auch Märkischer Verband.
Der Ostteil der Reformierten Kirche in Bunde mit seiner gegenüber dem Langschiff (um 1200) aufwändigeren Gestaltung ist deutlich romano-gotisch geprägt und datiert aus der Zeit um 1270 bis 1280. Die Wände des Chors sind außen in zwei Ebenen gegliedert: Der untere Bereich weist durchlaufende Rundbogen-Arkaden auf. Sie sind als Blendbögen mit Kapitellen auf Rundstäben gebaut, die in der Mitte mit Okuli versehen sind. Im oberen Teil der Ostwand ist ein Drillings-Spitzbogenfenster angebracht, das von zwei Blendfenstern mit Kleeblattbogen mit Schachbrett- und Fischgrätmuster flankiert wird. In den Seitenmauern sind Blendfenster mit Rundbögen eingearbeitet. Beim nördlichen Giebel ist noch das originale Rautenmuster erhalten.
Die Stapelmoorer Kirche in der Form eines griechischen Kreuzes ohne rechte Winkel datiert um 1300 und gilt als einer der bedeutendsten Sakralbauten Ostfrieslands. Gegenüber der architektonisch ähnlichen Kreuzkirche in Bunde blieb die Kirche in Stapelmoor von eingreifenden Umbauten verschont. Die äußere Anlage weist spitzbogige Fenster und Portale, Konsolfriese unter dem Dachgesims, Treppenfriese auf den Quergiebeln und das übliche Drillingsfenster an der Ostseite auf. Im Inneren werden das Ost- und Westjoch mit einem achtrippigen Domikalgewölbe und die drei Querschiffjoche mit rippenlosen Kuppelgewölben abgeschlossen.
Die Hatzumer St.-Sebastians-Kirche (Ende 13. Jahrhundert) mit zwei Blendfenstern an der Südwand war ursprünglich eine Kreuzkirche. Auf das ursprüngliche achtrippige Gewölbe weisen noch Vierungspfeiler, Schildbögen und Mauerverstärkungen hin. Unten an den Chorwänden sind noch Reste der Rundbogen-Arkatur sichtbar.
Für Ostfriesland einzigartig ist der Vierungsturm der Pilsumer Kreuzkirche aus der Übergangszeit, der um 1300 im Rahmen einer dritten Bauphase aufgeführt wurde und mit seiner Blendengliederung bereits auf die aufkommende Gotik hinweist. Ältester Baukörper aus der Zeit um 1240 ist das Langschiff, das durch eine zweigeschossige Blendengliederung geprägt wird, bei der die oberen, kleineren Bögen zur Mitte hin leicht ansteigen. Im letzten Viertel des 13. Jahrhunderts erfolgte der Anbau von Querschiff und Chor. Das Querschiff ist in drei nahezu quadratische Joche gegliedert und trägt an den Giebeln ein Rautenmuster aus Backsteinstäben zur Verzierung, an der Ostseite einen Rundbogenfries zwischen Ecklisenen. Der Chor besteht aus einem quadratischen Joch und einer halbrunden Apsis, deren Wand durch drei Fenster und innen und außen mit Rundbogenblenden gegliedert wird. Bauleute aus Kloster Marienfeld haben die Gewölbe über Vierung, Chor und Querschiff gestaltet.

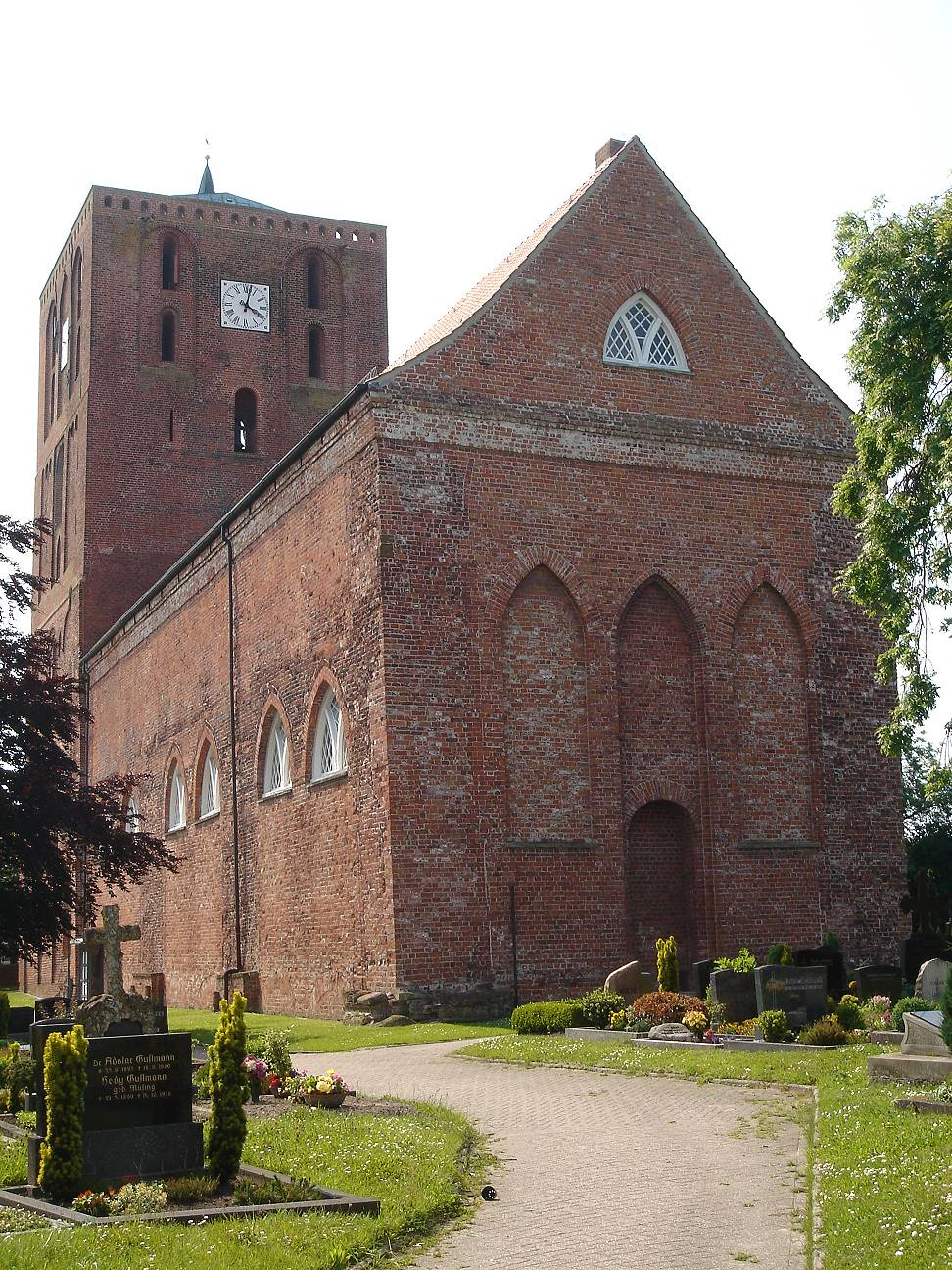
St.-Marien-Kirche in Marienhafe (1270) nach dem Teilabriss im Jahr 1829

Ein besonders eindrucksvolles Beispiel ganz eigener Art stellt die Marien-Kirche in Marienhafe dar. Unter Rückgriff auf die Bauformen des Osnabrücker Doms und französische Vorbilder wurde sie 1250 bis 1270 als monumentale dreischiffige Basilika errichtet. Von der ehemaligen Anlage mit Querschiff und sechsgeschossigem Turm blieben als Torso das verkürzte und erniedrigte Hauptschiff und der Turm mit vier Geschossen erhalten. Einst schmückten eine reiche bildhauerische Bauplastik mit Fabelwesen und Ungeheuern in 48 Nischen Chor und Querschiff und 200 Sandsteinreliefs die Traufe rund um die Kirche, deren Überreste im Turmmuseum aufbewahrt werden. Die Langseiten werden durch Lisenen und Blendbögen in drei Felder gegliedert, in die je zwei spitzbogige Fenster eingearbeitet sind, während die Ostmauer durch Blendfenster verziert wird. Das Innere wird durch stark profilierte Wandpfeiler und einen zweischaligen Obergaden mit Laufgang geprägt. Die ehemalige Sendkirche war bis zum Teilabbruch im Jahr 1829 der größte und bedeutendste Sakralbau Ostfrieslands und weit darüber hinaus im gesamten Küstengebiet der Nordsee.
Die Warnfried-Kirche in Osteel stammt ebenfalls aus dem 13. Jahrhundert, orientierte sich architektonisch an der Marienhafer Kirche und teilte auch deren Schicksal: Von der ursprünglichen Kreuzkirche mit Querschiff und Chor blieb nach einem Teilabbruch im Jahr 1830 nur das verkürzte Langschiff; der sechsgeschossige Turm wurde auf die Hälfte abgetragen. Wie auch in Marienhafe befand sich in den zweischaligen Mauern ursprünglich ein Laufgang, während außen in 47 Nischen Statuen angebracht waren.
Zu den abschließenden Beispielen dieser Bauperiode zählt die Werdumer St.-Nicolai-Kirche mit ihren Ecklisenen und dem reich verzierten Gesims aus dem Jahr 1327. Auch der schwer datierbare Chor der Rhauder Kirche weist mit seinen rundbogigen Fenstern, dem polygonalen Grundriss und den Strebepfeilern auf den Übergangsstil.

### Gotik

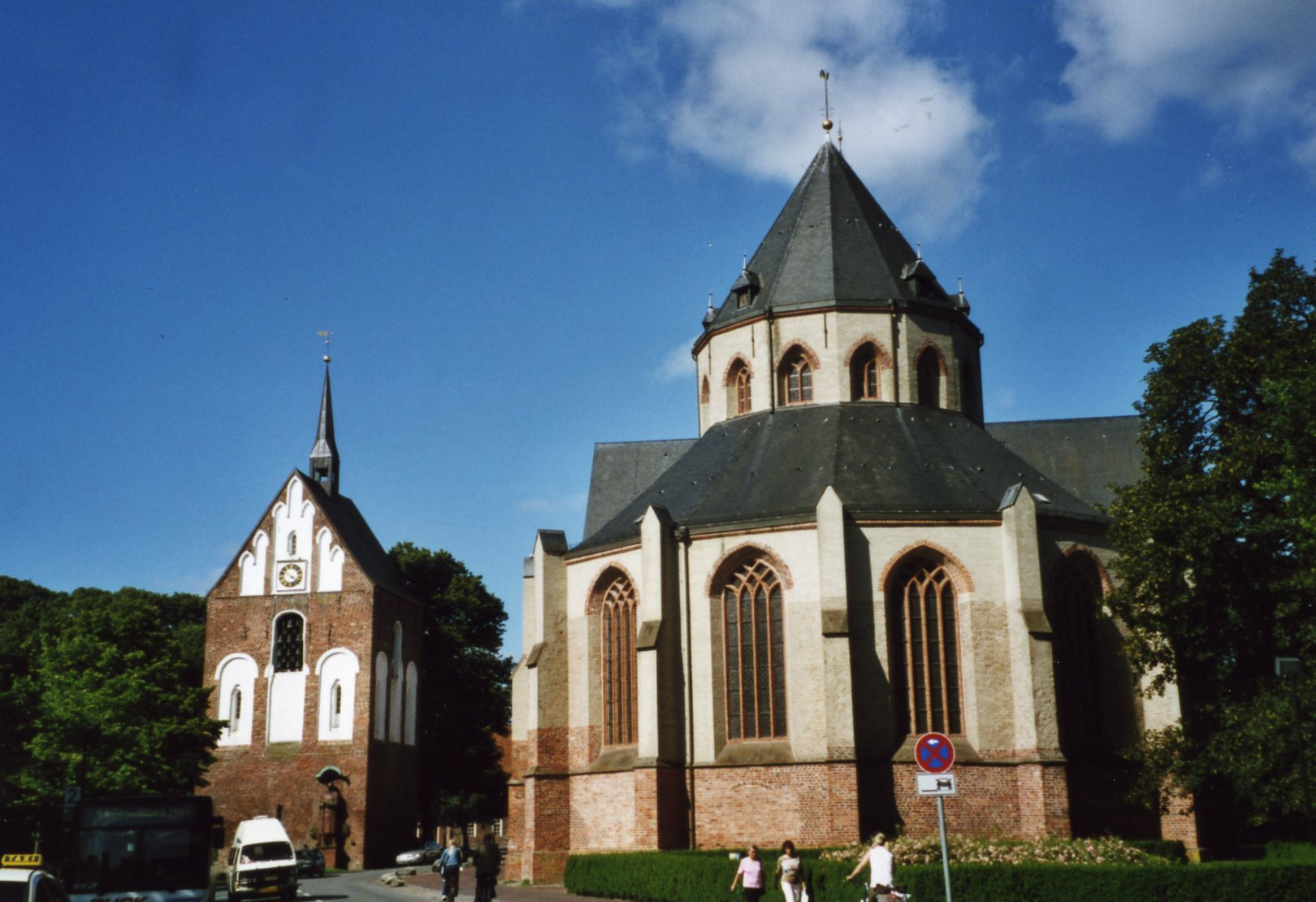
Dreischiffige Ludgeri-Kirche in Norden mit Hochchor (Mitte 15. Jh.)

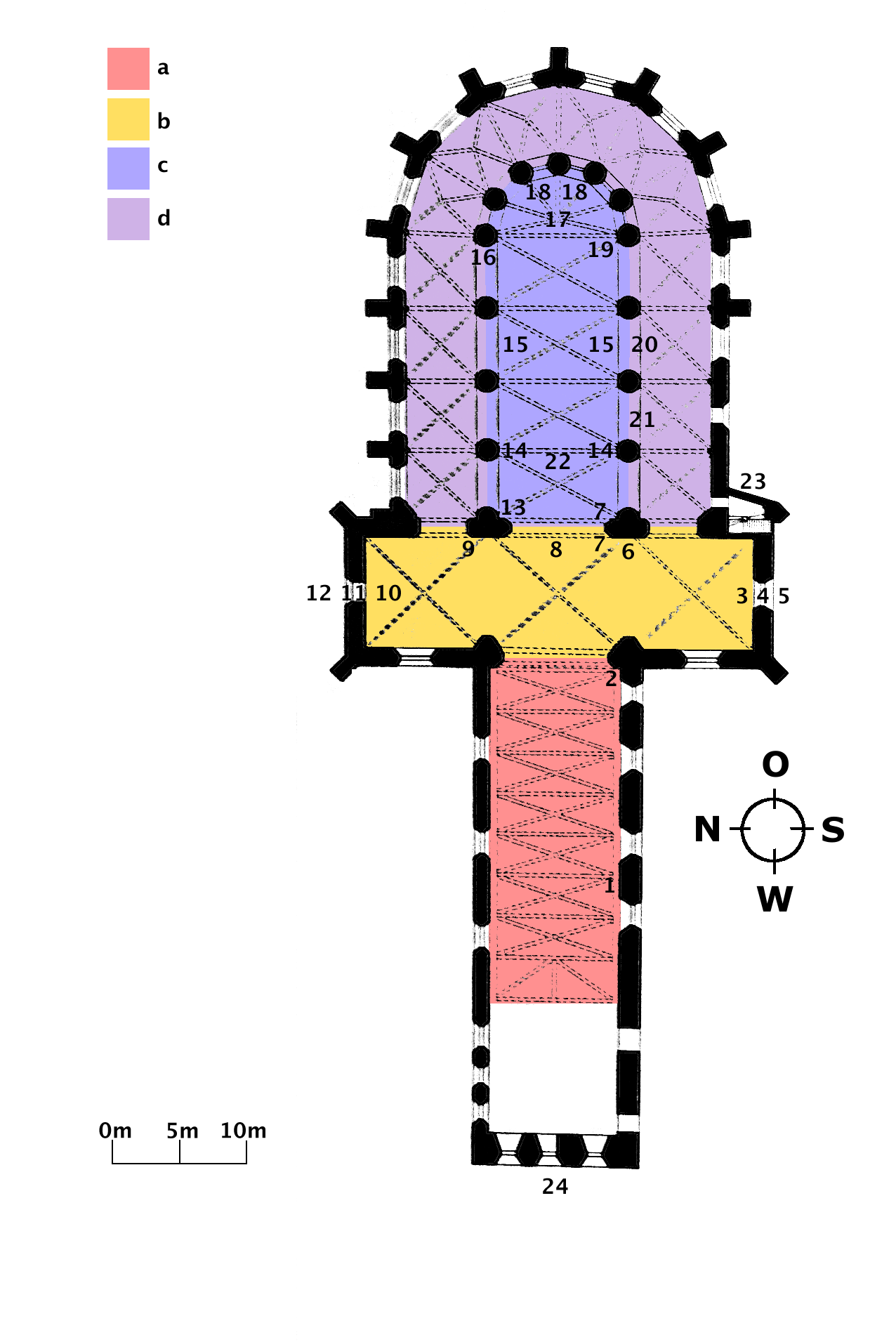
Grundriss der Norder Ludgerikirche

Gegenüber der Romanik mit den kleinen Rundbogenfenstern und der einheitlichen Mauergliederung sind für die Gotik die größeren Spitzbogenfenster und die neuartige plastische Gestaltung der Wände charakteristisch. Durch eine neue Gewölbekonstruktion mit steileren Rippengewölben und mithilfe von Stützpfeilern an den Jochbögen wurde ein geringerer Einsatz von Steinmaterial ermöglicht. Nach der Gotik wurden bis ins späte 19. Jahrhundert hinein keine Steingewölbe mehr in Ostfriesland gebaut. Kennzeichnend für die gotische Bauepoche sind die polygonalen Chöre, die vielfach an die Stelle der halbrunden romanischen Apsiden traten. Nur in Hage und Holtgaste finden sich spätgotische Choranbauten mit rechteckigem Grundriss.
Gegenüber dem aufwändigen romano-gotischen Baustil war im ländlichen Gebiet ein schlichterer Bautyp in der frühen Gotik weit verbreitet, wie beispielsweise in Campen, Freepsum, Loquard, Uphusen, Upleward und Visquard. Die Grundrisse wurden wieder einfacher gestaltet und verzichteten auf eine Apsis. Im westlichen Ostfriesland wurden im 15. und zu Beginn des 16. Jahrhunderts neun romanische Dorfkirchen durch gotische Nachfolgebauten ersetzt; andere erhielten lediglich einen gotischen Chor.
Bei der Greetsieler und Manslagter Kirche (beide um 1400) ist ein Niedergang der bisherigen hohen Baukunst an der geringen Gebäudehöhe, der minderen Mauerqualität und den spärlichen Zierelementen abzulesen, die recht willkürlich über die schlichten Fassaden verteilt sind. Bei beiden Kirchen wurde auf Strebepfeiler und Gewölbe verzichtet. Die Blenden sind durch schlichte Rücksprünge abgesetzt, während die Spitzbogenfenster lediglich schräge Laibungen ohne Profile aufweisen.
Weithin sichtbar prägt der Hochchor der Norder Ludgeri-Kirche den größten Sakralbau in Ostfriesland, der als dreischiffiger Kathedralbau ausgeführt ist. Nach Einsturz des romanischen Querhauses um 1445 wurde ein neues im gotischen Stil aufgeführt. Zeitgleich entstand der Chor, der mit 21 Metern Scheitelhöhe den übrigen Baukörper überragt. Ein gewölbter Chorumgang umgibt das aufstrebende Mittelschiff, das in drei Zonen mit profilierten Spitzbögen gegliedert ist: unten Bögen zwischen Hochchor und Umgang, in der Mitte Blendnischen und als Abschluss die Obergadenfenster mit schrägen Laibungen. Das Rippengewölbe ruht auf 13 Rundpfeilern, über deren Kapitellen die birnstabförmigen Gewölberippen ansetzen, die schließlich in Schlusssteine ausmünden.
Der spätgotische polygonale Choranbau der Georgskirche in Weener ersetzt seit 1462 die ursprüngliche Apsis. Durch drei große spitzbogige Fenster fällt Licht in den Raum. Die Konsolen im Chor zeugen noch vom ursprünglich vorhandenen Gewölbe. Vom Chorraum aus ist noch der große Triumphbogen zu sehen, der spitzbogig aufgeführt ist. Vorbild für viele Kirchen dieser Gegend war die Groninger Martinikerk, wo in den Jahren 1445 bis 1481 ein monumentaler Hochchor entstand.

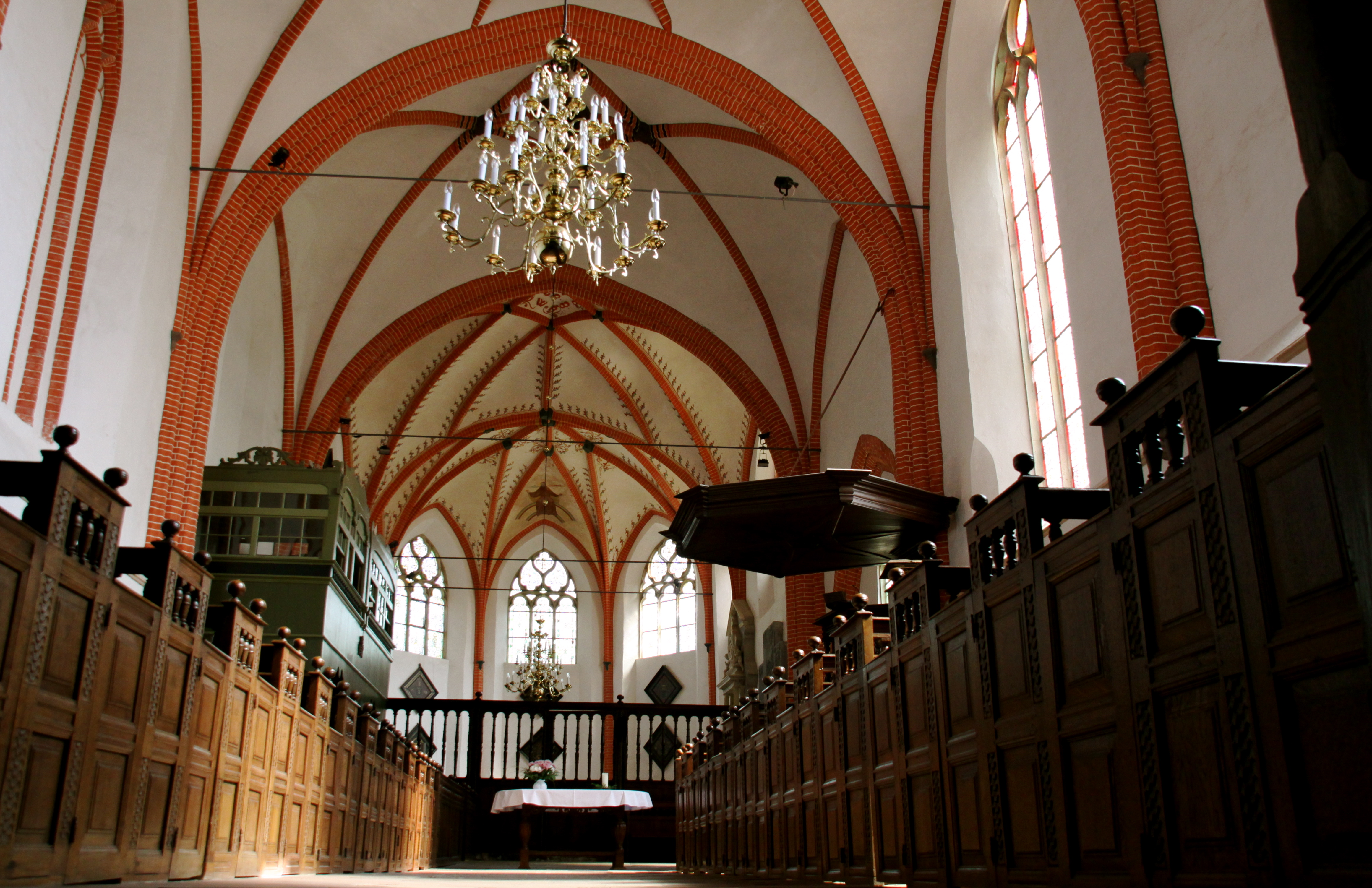
Spätgotische Kirche in Hinte mit Gurtbögen, Netzgewölben und polygonalem Chor

Die Kirche in Hinte aus der Zeit um 1500 gilt neben der Norder Ludgeri-Kirche als bedeutendstes Kirchenbauwerk der Spätgotik in Ostfriesland. Stilistische Übereinstimmungen bestehen mit dem nordniederländischen Kloster von Ter Apel und der ostfriesischen Baugruppe der Larrelter, Petkumer und Twixlumer Kirche. Möglicherweise wurde die Hinteraner Kirche nach dem Vorbild der Benediktiner-Klosterkirche von Sielmönken errichtet, die im Jahr 1505 geweiht wurde. Die hervorragend erhaltene Backsteinkirche mit polygonalem Chor zeichnet sich außen durch starke Stützpfeiler, Fenster mit Sandsteinmaßwerk aus Fischblasen und Spitzbögen sowie ein umlaufendes Kaffgesims aus. Die Fenster der Nordwand sind teils zugemauert, teils ursprünglich als Blenden konzipiert. Der schlicht gestaltete Innenraum wird durch vier Joche mit Gurtbögen gegliedert. Im Chor findet sich ein dreistrahliges Sterngewölbe, dessen Schild- und Gurtbögen bis zum Boden reichen, während im Langhaus die Netzgewölbe mit Zwischenrippen auf Kelchkonsolen ruhen.
Die Einführung der Reformation in Ostfriesland beendete die gotische Bauphase.

### Barock

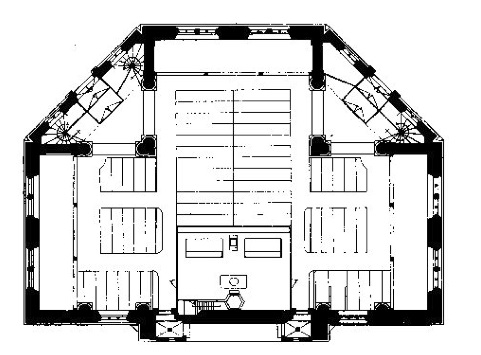
Grundriss der Neuen Kirche (1648) in Emden

Ostfriesland war von den Folgen des Spanisch-Niederländischen Krieges (1568–1648) betroffen. Aufgrund dessen ist kaum eine Bautätigkeit in der Renaissance zu verzeichnen. Eines der wenigen Beispiele aus der Zeit des Dreißigjährigen Krieges (1618–1648) ist die Neue Kirche in Emden (1643–1648), die ebenso wie das Emder Rathaus (1574–1576) im Zweiten Weltkrieg zerstört wurde. Die rote Backsteinkirche aus dem Frühbarock wurde als protestantischer Zentralbau nach dem Vorbild der Amsterdamer Noorderkerk errichtet, weist aber vereinzelt noch Kennzeichen der Renaissance auf. Sie gilt als bedeutendster protestantischer Kirchenbau in Ostfriesland. Gegenüber der Norderkerk, die über vier gleich lange Arme auf dem Grundriss eines griechischen Kreuzes verfügt, verzichtete man in Emden jedoch auf den Südflügel, sodass eine T-förmige Predigtkirche mit zentralistischer Tendenz entstand. Die Giebelseiten sind im unteren Bereich mit je zwei großen rundbogigen Fenstern versehen. Darüber ist am Übergang zum Giebeldreieck ein Rundfenster angebracht, das von einem dekorativen Tympanon abgeschlossen wird. Helle Werksteinbänder lockern die Außenmauern auf. Die beiden dreieckigen Zwickel zwischen den Kreuzarmen werden durch Annexbauten gefüllt, die durch ihre diagonale Außenwand den Eindruck eines Zentralbaus verstärken.
In der Regel sind die barocken Neubauten kleine Saalkirchen mit Rundbogenfenstern und durch Pilaster gegliederten Mauern, die in dieser Form bis in die Zeit des Klassizismus hinein gebaut wurden. Gegenüber dem süddeutschen Barock ist die norddeutsche Ausprägung wesentlich schlichter, weist aber dennoch typisch barocke Kennzeichen auf. Beispiel einer solchen barocken Dorfkirche ist die St.-Maria-Kirche in Marienchor aus dem Jahr 1668. Die rechteckige Saalkirche hat je vier Rundbogenfenster mit Pilastergliederung an den Langseiten und zwei östliche Rundbogenfenster. Statt der Ostapsis gibt es einen kleinen Westturm mit Pyramidendach, der mit einem Traufgesims und Lisenen verziert ist. Dazwischen dienen kleine paarige Rundbögen als Schallarkaden.

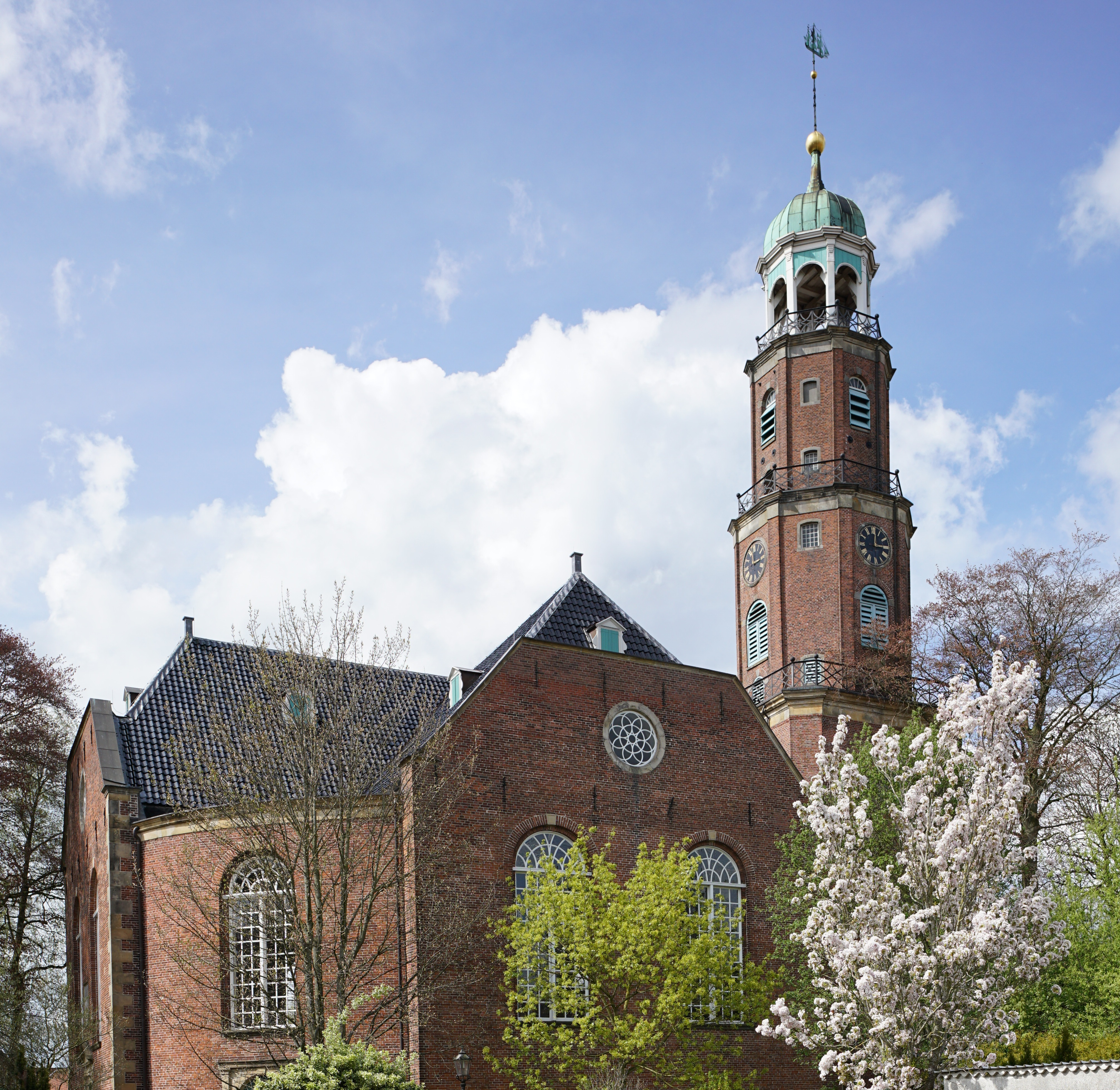
Die Große Kirche in Leer (1787), ein Zentralbau des ausgehenden Barock

Die protestantische Prägung Ostfrieslands spiegelt sich wie bei der Großen Kirche (1785–1787) und der Lutherkirche in Leer in kreuzförmigen Zentralbauten wider. Die Große Kirche in Leer orientiert sich an den Vorbildern der Emder Neuen Kirche und der Amsterdamer Noorderkerk. Der achteckige Grundriss hat die Form eines griechischen Doppelkreuzes, dessen Kreuzarme durch Annexbauten gefüllt werden. Zum Kircheninneren hin und zu den umlaufenden Emporen ermöglichen geöffnete Rundbögen den Zugang. Große Rundbogenfenster versorgen die Annexräume mit Licht. In den Giebelseiten sind unter einem Rundfenster rundbogige Doppelfenster angebracht. Der Glockenturm besteht aus einem quadratischen Untergeschoss, auf dem zwei sich verjüngende achteckige Geschosse ruhen, die in eine offene Laterne münden. Die Windfahne in Gestalt eines dreimastigen Segelschiffs, des „Schepken Christi“, ist das Symbol der reformierten Kirche.
Die Leeraner Lutherkirche von 1675 erhielt erst durch verschiedene Erweiterungsbauten im Laufe von mehr als zwei Jahrhunderten die Gestalt einer Kreuzkirche. Da die Seitenarme durch drei große Rundbögen auf Freipfeilern mit dem Langschiff verbunden sind, wird die Kirche durch das Langhaus beherrscht, während die Flügel abgetrennt erscheinen. Die Gestalt des Glockenturms an der Westseite ähnelt deutlich dem Turm der Großen Kirche: Über quadratischem Sockel ist ein Oktogon errichtet, über dem sich die achteckige offene Laterne erhebt, die von einem Helm in Zwiebelform abgeschlossen wird. Er wird von einem Schwan bekrönt, dessen kleine Weltenkrone am Schwanenhals dankbar an Friedrich den Großen erinnert, der den westlichen Anbau im Jahr 1766 genehmigt hatte.
Die Mennonitenkirche Norden (1662) war ursprünglich ein Patrizierhaus, das 1795 in ein Kirchengebäude umgestaltet wurde. Die barocke Carolinensieler Kirche (1776) ist die einzige Kirche, die auf einem Deich errichtet wurde. Etliche Barockkirchen ersetzten ältere Vorgängerbauten, wie die Woltzetener (1727), die Bedekaspeler (1728), Heseler (1742), Cirkwehrumer (1751), Nortmoorer (1751), Westerburer (1753) und die Amdorfer Kirche (1769), da die romanischen oder gotischen Gebäude offensichtlich abgängig waren oder durch Kriegshandlungen oder Überschwemmungen Schaden gelitten hatten. Die Innenausstattung vieler ostfriesischer Kirchen ist inzwischen barock geprägt.

### Klassizismus

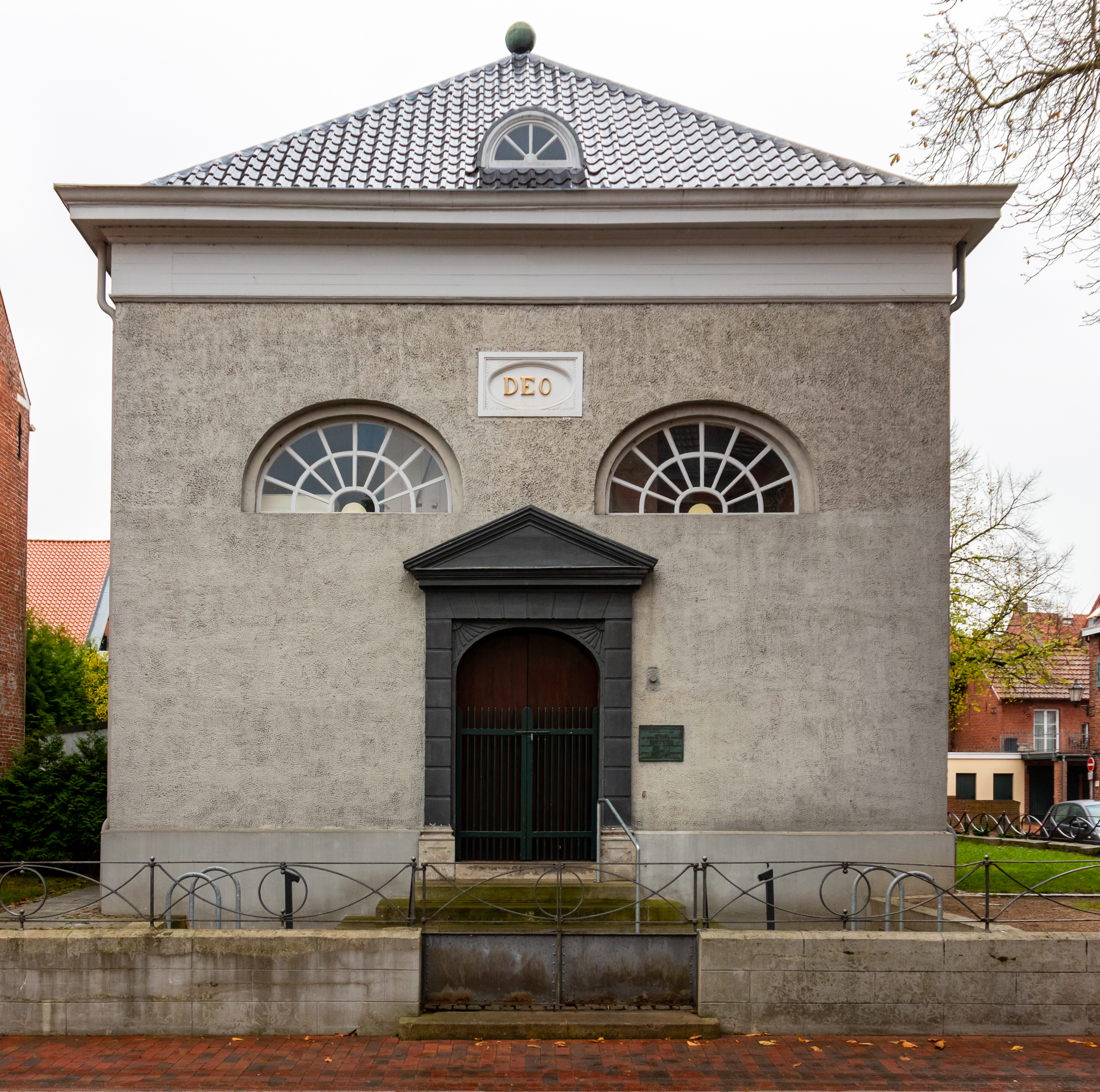
Mennonitenkirche in Leer (1825)

Gegenüber der barocken Prachtentfaltung vollzieht sich im Klassizismus eine Rückbesinnung auf die klassische Antike, was sich architektonisch in klaren Formen mit geometrischen Strukturen und einer hellen Raumgestaltung niederschlägt. Hauptmerkmale sind repräsentative Eingangsportale mit Dreiecksgiebel, tragende Säulen und Lünettenfenster. In Ostfriesland ist der Übergang vom Barock zum Klassizismus allerdings fließend und in Einzelfällen kaum auszumachen.
Die Reformierte Kirche (1812–1814) und die Lambertikirche (1833–1835) in Aurich wurden beide nach Plänen von Conrad Bernhard Meyer errichtet. Die Reformierte Kirche ist der einzige klassizistische Zentralbau im Ems-Weser-Gebiet und orientiert sich mit seinen vier toskanischen Säulen unter dem Dreiecksgiebel über dem Eingangsportal am römischen Pantheon. Durch ein rundes Oberlicht in der großen Halbkuppel, die auf acht korinthischen Säulen ruht, wird der kreisförmige Innenraum reichlich mit Licht versorgt. Hingegen ist die Lambertikirche als Saal- und Predigtkirche konzipiert, deren rechteckiger Grundriss nicht geostet, sondern quer nach Norden ausgerichtet ist. Segmentbogenfenster und Lünetten erhellen den Raum, der an drei Seiten mit einer umlaufenden Empore ausgestattet ist, die von Säulen mit dorischen Kapitellen getragen wird.
Insbesondere kleinere klassizistische Dorfkirchen zeichnen sich durch eine große Kontinuität zur barocken Architektur aus. So werden die Langseiten der Kirche in Grotegaste (1819) durch Pilaster in vier Wandfelder mit je einem großen Rundbogenfenster gegliedert, wie es ähnlich auch im Barock begegnete. Die Kirche Forlitz-Blaukirchen (1848) hat an den schlichten Langseiten je drei rundbogige Fenster ohne Pilaster. Reicher gestaltet ist der Westturm mit Spitzhelm und großen rundbogigen Blendfeldern an drei Seiten des Turmes. Sie werden von je zwei Schallarkaden unter einer kleinen Rundblende durchbrochen. Eine Lünette ist über dem Westportal angebracht.
Die turmlose Mennonitenkirche in Leer aus dem Jahr 1825 ist, abgesehen von dem repräsentativen Portal mit Dreiecksgiebel, entsprechend der mennonitischen Frömmigkeit innen und außen schlicht gehalten. Das flache Walmdach wird von einem starken Dachgesims abgeschlossen. Der kubusförmige Bau verfügt an den Langseiten über drei und an der Westseite über zwei Lünettenfenster.

### Historismus

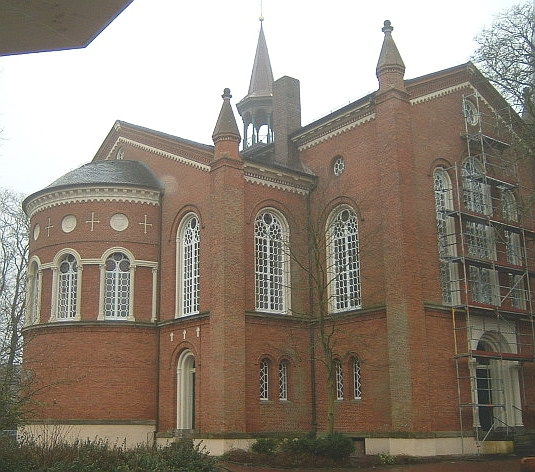
St.-Magnus-Kirche in Esens mit ihren Mischformen (1854)

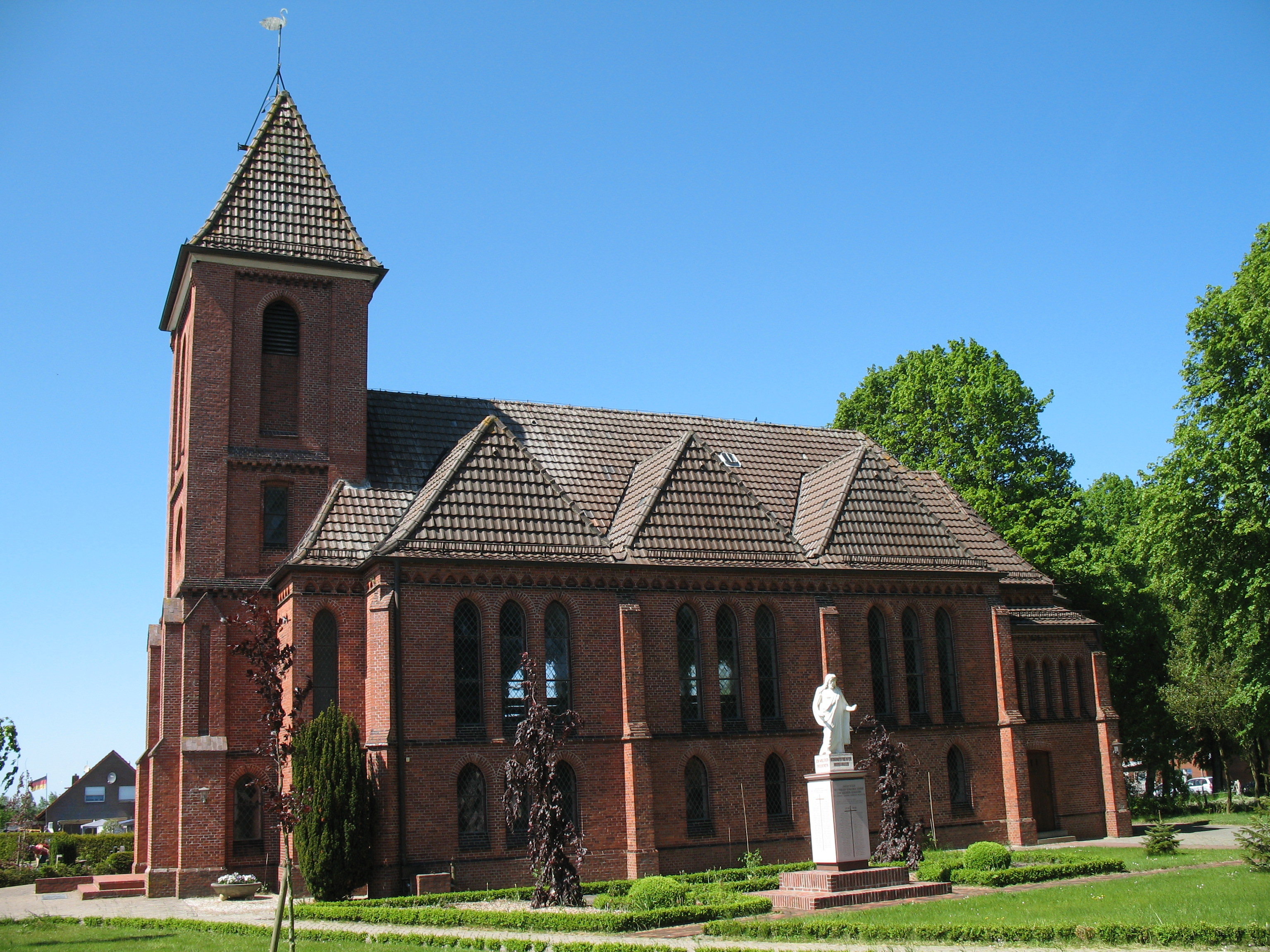
Neugotische Kirche in Münkeboe (1900) mit Seitenschiffen

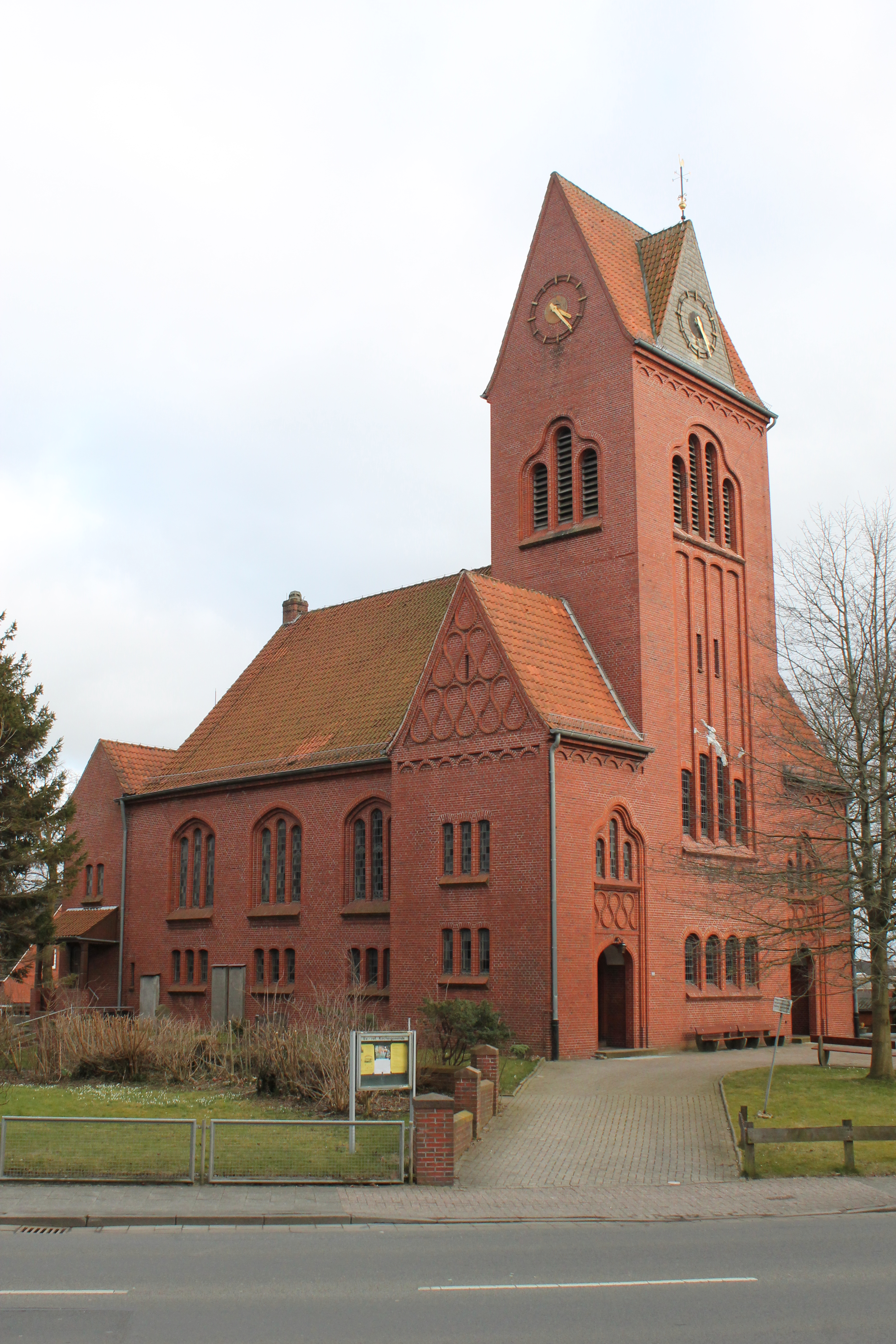
Jugendstilkirche in Borssum (1913) von Otto March

Anders als die Epoche des Klassizismus präsentiert sich der Historismus wenig einheitlich. In verschiedenen Übergangsformen wirken einzelne klassizistische Elemente fort. Verschiedene ältere Stilepochen werden imitiert, in Ostfriesland insbesondere die Gotik und die Romanik.
Die dreischiffige St.-Magnus-Kirche in Esens (1854) spiegelt den romantischen Historismus wider und vereint verschiedene Stilmerkmale zu einem einzigartigen geschlossenen Ganzen, das ohne Parallele geblieben ist. So erinnert das Nebeneinander der kubusförmigen Baukörper Hauptschiff, östliches Querschiff und Westturm sowie die halbrunde Ostapsis an den Klassizismus, was durch Schmuckornamente und die horizontalen Bänder unterstrichen wird. Hingegen lässt das Innere mit den schlanken Bündelpfeilern und dem hölzernen und schmalrippigen Kreuzgewölbe an eine gotische Hallenkirche denken. Auch die Saalkirche St. Joseph in Weener (1842/43) ist mit ihrem Rundbogenstil dem romantischen Historismus der Schinkelschule verpflichtet.
Zahlreiche neugotische Kirchengebäude entstanden in der zweiten Hälfte des 19. und zu Beginn des 20. Jahrhunderts als Ersatz für abgängige Vorgängerbauten oder in den neu erschlossenen Moorgebieten, so beispielsweise in Ostgroßefehn (1894/95) und Ostrhauderfehn (1896). Auf den Inseln wurden ebenfalls neugotische Gotteshäuser errichtet, wie die Evangelische Inselkirche (1879) und St. Ludgerus (1893) auf Norderney.
Die Loppersumer Kirche ist die erste neugotische Kirche in Ostfriesland, die die charakteristischen Hauptmerkmale dieses neuen Baustils aufweist: Spitzbogenfenster, abgetreppte Strebepfeiler und reich gestaltete Gesimse sowie ein polygonaler Chorabschluss. Da der gotische Glockenturm beibehalten wurde, fehlt der ansonsten typische Westturm. Die Strebepfeiler aus dieser Zeit haben weitgehend dekorative Funktion und müssen keine Gewölbekräfte aufnehmen, da die Innenräume mit hölzernen Mulden- oder Tonnengewölben abgeschlossen werden oder der Dachstuhl (wie bei der Holthuser Kirche) offen bleibt.
Für Ostfriesland ungewöhnlich ist die Kirche zum guten Hirten in Münkeboe aus dem Jahr 1900. Sie verfügt über zwei Seitenschiffe, die mit je drei kleinen Walmdächern abgeschlossen werden, einen Westturm und einen polygonalen Chor. Charakteristisch für die Neugotik sind die Dreifenstergruppe, das Kaffgesims, die Spitzbogenblenden und Strebepfeiler sowie das Maßwerk. Die Christus-Kirche in Hollen von 1896 hat ein Querhaus mit zwei Giebeln.
Gegenüber den zahlreichen neugotischen Kirchen finden sich nur wenige im Stil des Neuromanik. Die St.-Ludgerus-Kirche in Aurich (1849) hat profilierte neuromanische Fenster und einen geraden Chorabschluss. Über dem Eingangsportal sind im Giebel zwei schmale paarige Rundbogenfenster mit einer Rundblende in einer Nische angebracht. Die Giebelfront wird mit Ecklisenen, einem Bogenfries und einigen Zinnen verziert. Das rechte Drittel des Giebels ist einem Turm gewichen, der im Jahr 1903 in das vergrößerte Gebäude eingebaut wurde und die Zierformen des Giebels aufgreift. Ganz ähnlich ist die schlichte neuromanische Kirche in Moordorf von 1893 konzipiert, die im Jahr 1908 ihren Westturm erhielt, der mittig angebaut wurde. Mit ihren schlichten Formen, den zwei kurzen Querhausarmen und der runden Apsis sowie den Rundbogenfenstern und dem Fries an den Langseiten und am Turm knüpft die Kirche Zu den heiligen Schutzengeln auf Juist an die Architektur des 13. Jahrhunderts an. Das Gebäude wird von einer 1961 angebauten Halbrotunde geprägt, die breiter als das Langhaus ist. Sie hat ein durchlaufendes Fensterband unter der Traufe und durch Betonpfeiler abgegrenzte Felder mit je einem kleinen Rundfenster.
Den Abschluss des Historismus bilden die Kirchen im Jugendstil auf Borkum (Reformierte Kirche, 1896/97) und Borssum (1912/13), die beide nach Plänen des Architekten Otto March errichtet wurden. Die Kirche in Borkum weist denselben Grundriss wie die Bergkirche in Osnabrück auf. In Borssum schließt an das Langhaus ein quer stehender Westbau an, aus dessen Mitte sich der wuchtige Westturm erhebt und das Gebäude dominiert. Die Langseiten haben Nischen mit Segmentbögen, in denen in zwei Ebenen Dreifenstergruppen angebracht sind. Die beiden Eingänge seitlich des Turms befinden sich in hohen Nischen, die von einer Dreifenstergruppe mit einem Dreipassbogen abgeschlossen werden. Die Mitte der Nische wird von einem geschwungenen Band verziert, das sich auch in drei Zonen in den Giebeln des Querbaus wiederfindet. Zwischen den Eingangsnischen sind im unteren Bereich des Turms vier kleine Rundbogenfenster angebracht. Dieselben fließenden Formen des Jugendstils beherrschen den Kirchturm, der in der Mitte vier schmale Blenden mit Segmentbögen aufweist, die im unteren Drittel von vier Segmentbogenfenstern durchbrochen werden. Die vier rundbogigen Schallarkaden darüber werden wieder von einem Dreipassbogen abgeschlossen.

### Moderne

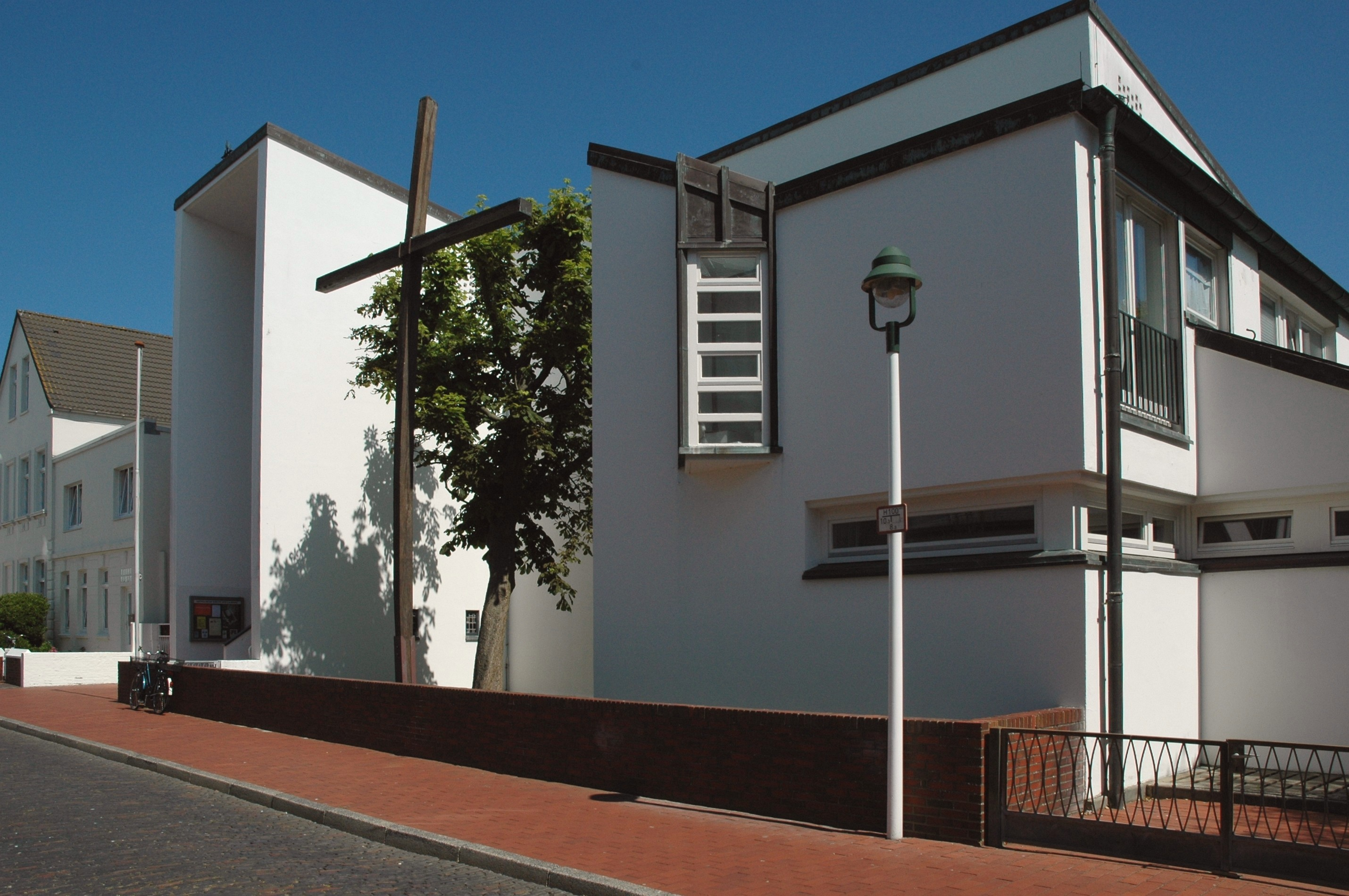
Stella Maris auf Norderney (1931)

In der Regel wurden die ostfriesischen Kirchen auch im 20. Jahrhundert in traditioneller Bauweise aus Backstein erbaut. Kriegsbedingt zerstörte Kirchen gab es insbesondere in Emden, selten auf dem Land, wie in Gandersum. In die Ruinen der Großen Kirche in Emden wurde 1992–1995 die Johannes a Lasco Bibliothek eingebaut. Einige Kirchen erlitten durch Bombenangriffe jedoch schwere Schäden wie in Leer (Christuskirche), Ditzum und Twixlum, die nach dem Krieg ausgebessert wurden.
Die im 19. und 20. Jahrhundert entstandenen Sakralbauten der zahlreichen Freikirchen in Ostfriesland sind in der Regel traditionell gestaltet und deutlich als Kirchen erkennbar. Architektonisch neue Wege geht die Stella Maris (1931) auf Norderney, die dem Stil der Neuen Sachlichkeit verpflichtet ist. St. Peter (1970) auf Spiekeroog ist in Form einer polygonalen Pyramide gestaltet.

## Glockentürme

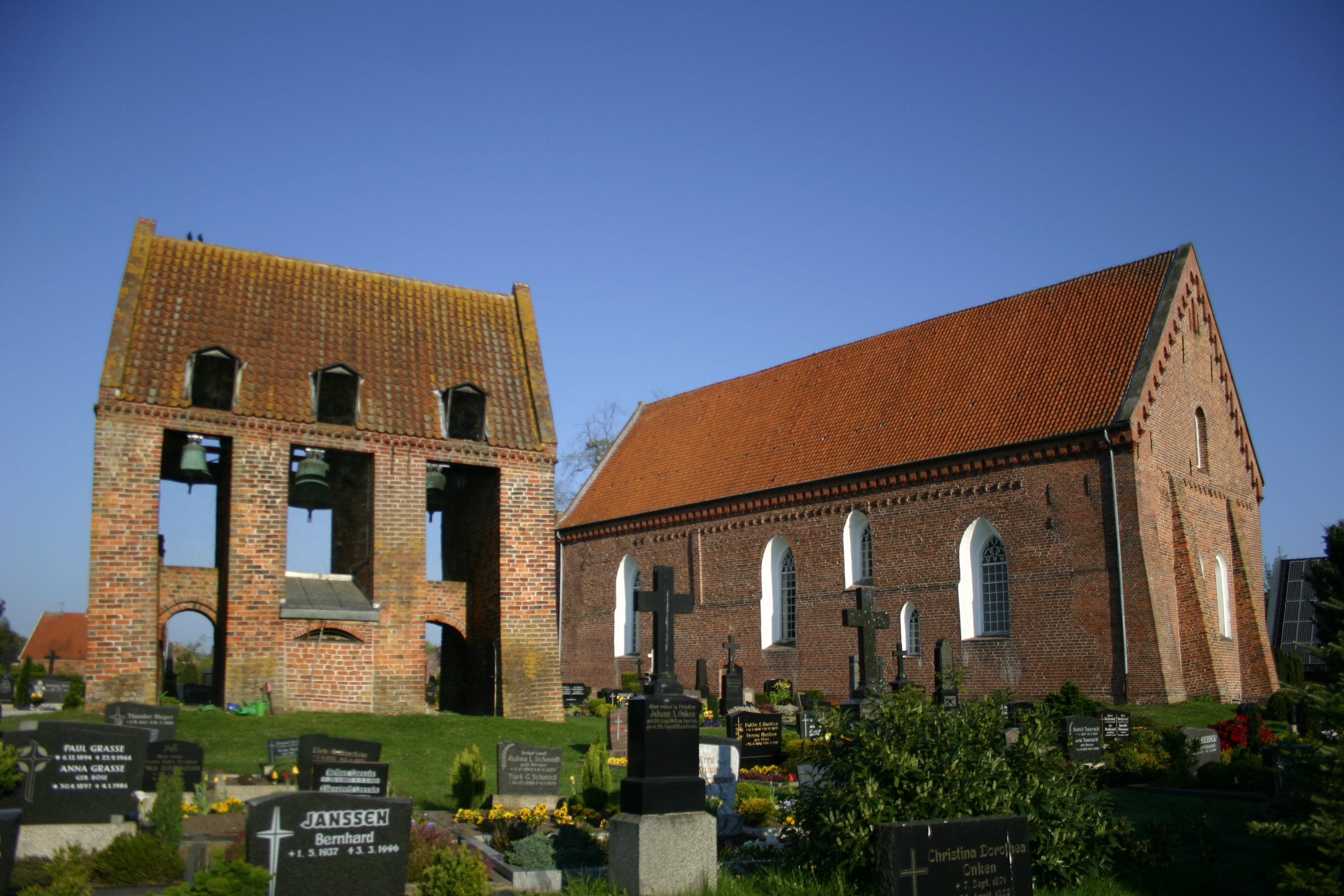
Holtroper Glockenturm des Parallelmauertyps

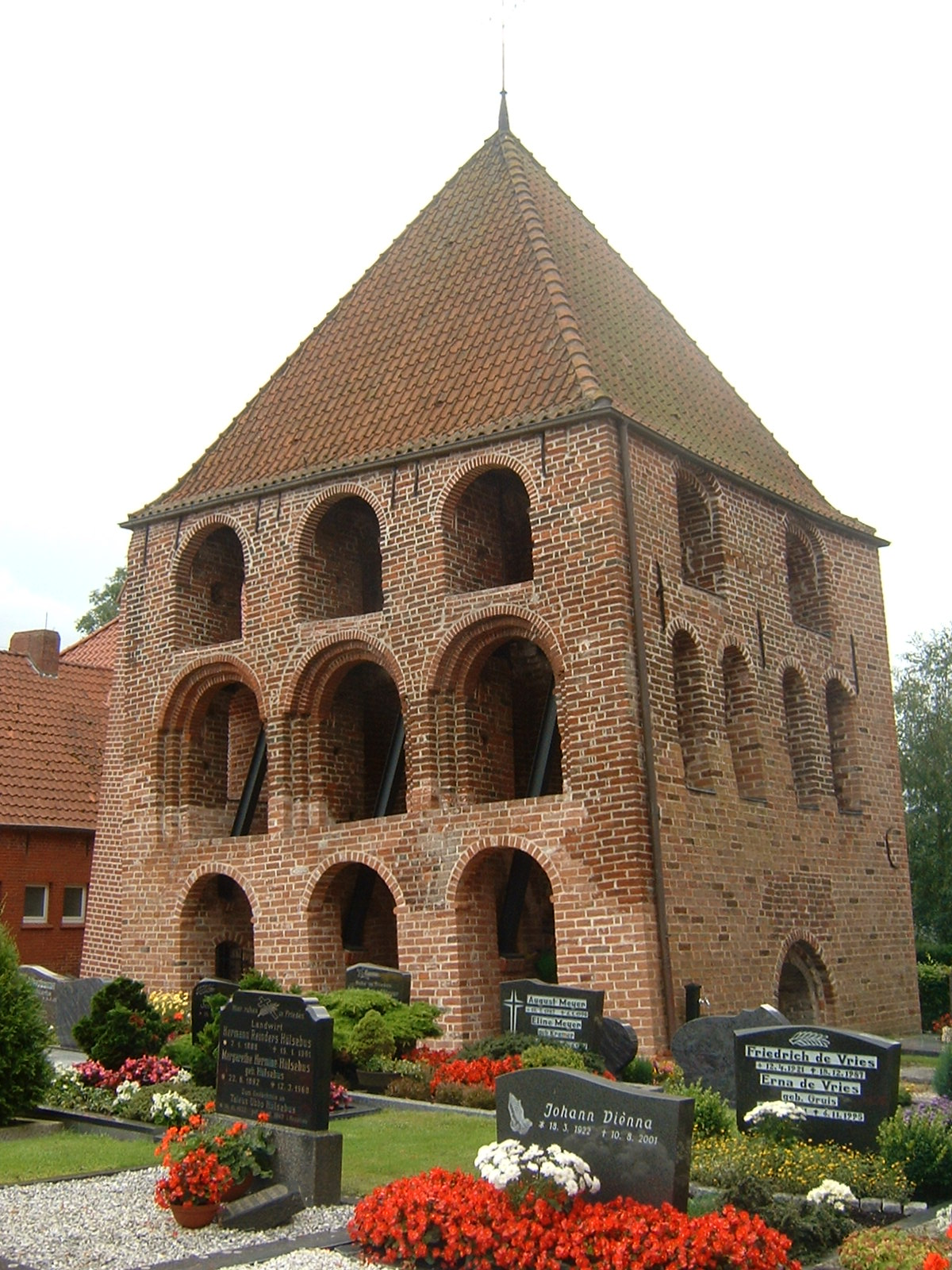
Dreigeschossiger Glockenturm in Midlum mit unterschiedlich großen Schallarkaden

Aufgrund des weichen Marschbodens wurden bei den meisten Kirchen die Glockentürme separat gebaut, um das Kirchenschiff nicht zu gefährden, wenn die schweren Türme auf dem weichen Untergrund durch die Schwingungen des Geläuts in Schieflage gerieten. Ein extremes Beispiel dafür ist der schiefe Turm in Suurhusen. Wegen stark schwankender Grundwasserstände und der Glockenschwingungen kam es oft zu anhaltenden Setzungen und Verflüssigungserscheinungen des thixotropen (Klei-)Bodens bis hin zu Grundbrüchen wie beim schiefen Turm von Pisa. Glocken haben von Anfang an zur Ausstattung christlicher Sakralbauten gehört, wie der Fund von Bruchstücken einer Glocke in Etzel aus der Zeit um 1000 nahelegt, die einen Durchmesser von 35 Zentimetern aufwies. Nachdem zu Beginn Dachreiter für die Glocken oder hölzerne Glockenstapel zum Einsatz gekommen waren, ging man im 13. Jahrhundert auf freistehende, in der Regel schlicht gestaltete Glockentürme des „Parallelmauertyps“ über. Bei diesen Glockenhäusern waren zwei, drei oder vier parallel gezogene Wände durch Bögen miteinander verbunden. Die Bauten konnten wie in Freepsum, Hinte und Loppersum zweigeschossig sein und waren im Westen Ostfrieslands vereinzelt mit verzierten Giebeln und Blendfeldern architektonisch aufwändiger gestaltet, wie beispielsweise in Strackholt. In Midlum (13. Jahrhundert) ist der Parallelmauertyp dreigeschossig abgewandelt und durch je drei Arkaden gegliedert, eine für Ostfriesland einzigartige Konstruktion. Platziert wurden sie in der Regel an der südöstlichen Ecke der Kirche, gelegentlich auch an der nordöstlichen, in Petkum vor der Nordwestecke.
Daneben findet sich der „geschlossene Typ“. In Weener und Norden (1230–1250) trennt eine Straße den Turm vom Gotteshaus. Die Giebel in Norden sind besonders reichhaltig gestaltet, unterhalb der kleinen Schallarkaden an jeder Seite mit je drei Rundbogenblenden, in den Giebeldreiecken mit schmalen Spitzbogenfenstern in Kleeblattblenden. Insbesondere in der Krummhörn finden sich aus dem ausgehenden 13. Jahrhundert Glockentürme dieses Typs, wie in Westerhusen und Visquard. Der geschlossene Bautyp in ganz schlichter Bauweise hat über viele Jahrhunderte seine Form bewahrt. Beispiele sind die Türme in Canum, Thunum, Resterhafe und Funnix (alle aus dem 13. Jahrhundert), in Leerhafe (14. Jahrhundert), Stedesdorf (1695) und Upleward (1854). An das Langschiff angebaute Westtürme konnten hohe Logen für die lokalen Herrscher und Adeligen beherbergen. Wurden diese Westtürme zu Verteidigungszwecken ausgebaut, erhielt das Gebäude den Charakter einer Wehrkirche, wie bei den spätmittelalterlichen Overledinger Kirchen in Esklum, Backemoor und Völlen.
Die Reformierte Kirche in Bunde und die Andreaskirche in Norden verfügten ursprünglich über zwei schlanke Chorflankentürme aus der Mitte des 13. Jahrhunderts, für die gemeinsame Vorbilder angenommen werden. Für Ostfriesland singulär sind der Vierungsturm in Pilsum (um 1300) und der Chorturm in Eilsum (um 1250). Ab dem Barock, insbesondere aber im 19. Jahrhundert, wurden Westtürme mit quadratischem Grundriss und Spitzhelm bevorzugt (Bunde/Ref. Kirche, 1840; Timmel, 1850; Weenermoor, 1867; Veenhusen, 1869). Vereinzelt wurde die Tradition beibehalten, das Glockenhaus separat zu errichten, im Barock (Weener, 1738; Carolinensiel, 1776), Klassizismus (Grotegaste, 1800; Aurich/Lamberti, 1835), Historismus (Hatzum, 1850) und in der Moderne (Gnadenkirche Tidofeld, 1948; Emmauskirche in Bunde, 1967). In Rhaude (14. Jahrhundert) und Ihrhove (15. Jahrhundert) führt der Weg zur Kirche und auf den Friedhof durch den Glockenturm. Eigenwillig ist die achteckige Turmkonstruktion mit offener Laterne in Leer (Große Kirche, 1805), Ditzum (1846) und Jemgum (1846), die an einen Leuchtturm erinnert. In Küstennähe und an der Ems dienten die Kirchtürme von Marienhafe, Ditzum und der Norder Andreaskirche als Seezeichen.